# Extrême droite en France

Croix celtique, symbole de l'extrême droite française après la Seconde Guerre mondiale.

Pour un article plus général, voir Extrême droite par pays.
 (juin 2013, octobre 2021).
L'extrême droite en France est une partie de la classe politique française, en évolution depuis la Révolution française jusqu'à nos jours. Pour l'historienne Ariane Chebel d'Appollonia, « le terme a été appliqué à tant d'opinions ou de programmes politiques différents qu'une signification claire et acceptée par tous reste aléatoire ».
Au-delà de cette diversité, on peut tout de même retenir quelques traits récurrents de l'extrême droite française, souvent opposée au régime républicain : une droite de refus, de rejet. Rejet des institutions gouvernementales ou constitutionnelles, rejet de la démocratie, haine des étrangers (xénophobie), remise en cause de l'ensemble des institutions civiles, administratives, sociales, économiques et religieuses. Condamnant le matérialisme, le capitalisme, comme le collectivisme, son objectif à long terme est d'instaurer un ordre nouveau, politique, social, économique, parfois culturel et religieux.
Mais au sein de l'extrême droite peuvent s'opposer des courants religieux et athée, libéraux ou rigoristes… Selon Ariane Chebel d'Appollonia, « L'extrême-droite ne peut être perçue qu'en fonction d'une époque et des problèmes posés à un moment particulier de l'histoire, tant il est vrai qu'une force politique est tout autant reflet d'une philosophie politique donnée que témoignage de l'état de la société ». L'extrême droite française n'échappe pas à cette règle. En effet, plusieurs courants politiques s'y sont classés au cours de l'histoire de France : boulangisme, nationalisme, fascisme… chacun ayant sa propre doctrine et ses propres modes d'action, parfois similaires, parfois totalement opposés, souvent violents.

## Histoire

### XIXesiècle
L'expression « extrême droite » apparaît dans les années 1820 pour désigner les partisans ultras de la Restauration de la monarchie qui considèrent que les institutions et élites mènent au chaos[pas clair] selon l'historien Nicolas Lebourg. Le terme est cependant peu utilisé jusqu'en 1918. La fin du Second Empire fait passer les bonapartistes du côté de la droite. De plus, cette défaite donne naissance au revanchisme puis à la Ligue des patriotes de Paul Déroulède en 1882, qui devient la matrice du nationalisme naissant.
Progressivement, bonapartistes comme monarchistes disparaissent peu à peu pour laisser place au nationalisme, dont « le boulangisme a dressé l'acte de naissance » et « l'Affaire Dreyfus son acte de baptême » selon l'historien René Rémond.
En effet, le boulangisme représente une première convergence des opposants au parlementarisme : bonapartistes, monarchistes, catholiques opposés à la laïcité. Porté par le général Boulanger, qui se caractérise davantage par son opposition au Parlement que par une idéologie définie, le boulangisme prend son essor en 1887 et connaît son apogée en 1889 lors de l'élection du général à la députation. Le slogan de Boulanger est « Dissolution, Révision, Constituante », et celui-ci demande un changement de régime face à une République qu'il considère accaparée par une oligarchie détachée du peuple. Le boulangisme est alors un précurseur du nationalisme, mais aussi du populisme protestataire tel que défini par Pierre-André Taguieff.
Le dernier tiers du XIXe siècle voit l'émergence à la fois du nationalisme et de l'extrême droite moderne mais aussi d'un antisémitisme virulent porté par cette extrême droite, qui se manifeste en particulier pendant l'affaire Dreyfus. L'antidreyfusisme relance la Ligue des patriotes, qui se fond dans la Ligue de la patrie française après la condamnation de Déroulède pour une tentative de putsch en 1900. Celle-ci, dont est membre Maurice Barrès, l'un des principaux théoriciens du nationalisme français, échoue à se structurer mais laisse derrière elle un journal : L'Action française, tenu par Charles Maurras. Ce dernier réconcilie le nationalisme et le royalisme par son concept de nationalisme intégral, et lance une des principales ligues d'extrême droite du XXe siècle en 1905 : la ligue d'Action française,.

### 1900-1939
Le premier apogée de l'extrême droite intervient pendant les années 1930 et au début des années 1940, au travers du succès des différentes ligues.

### 1939-1945: L'extrême droite pendant la Seconde guerre mondiale
Les idées d'extrême droite trouvent leur consécration avec le régime de Vichy, de 1940 à 1944. De nombreux membres et sympathisants des ligues ou des mouvements monarchistes d'avant-guerre deviennent collaborationnistes par antimarxisme, antiparlementarisme et antisémitisme, ainsi que par adhésion aux idéologies fasciste et nazie, d'autres rejoignent les mouvements de résistance à l'Occupation par nationalisme et antigermanisme.
Au sein de la dictature du régime de Vichy, avec 88 partis recensés par les services de l'État, l'offre politique reste pluraliste mais est entièrement constituée de partis d'extrême droite anti-démocratiques.
En 1941, Eugène Deloncle, cofondateur de la Cagoule, déclare qu'il faut que l'extrême droite s'organise en sociétés secrètes, morcelées et séparées les unes des autres. Cette stratégie se retrouvera particulièrement dans l'organisation de l'extrême droite d'après guerre
Depuis la conférence de Yalta, qui aurait mis au point selon eux un « partage du monde », certains mouvements classés à l'extrême droite défendent l'antiaméricanisme.

### 1945-1960: L'extrême droite morcelée face aux guerres décoloniales
Après-guerre, l'extrême droite reste marginale sur la scène politique. Le premier groupe d'extrême droite d'après-guerre d'une taille significative, d'orientation néofasciste, est Jeune Nation fondé en 1949 et dirigé par Dominique Venner et Pierre Sidos. Ce mouvement, espérant déclencher une insurrection grâce aux troubles des guerres décoloniales, ne compte qu'une centaine de militants et se retrouve dissous en 1958 pour sa participation au coup d'État du 13 mai 1958. Après la dissolution de son successeur, le Parti nationaliste, en moins d'une semaine, les militants de Jeune Nation décident de se réfugier derrière le syndicalisme estudiantin et fondent en 1960 la Fédération des étudiants nationalistes.
Durant la même période, l'Organisation de l'armée secrète est créée en 1961 et utilise le terrorisme pour tétaniser la population de la France métropolitaine et espérer faire avancer la cause de l'Algérie française. Les attentats à l'encontre des responsables gaullistes et communistes se succèdent, sans obtenir de résultats concrets.
Le mouvement poujadiste représente également une nouvelle vague nationaliste et antiparlementaire.

### 1960-1969: De la Fédération des étudiants nationalistes à Occident et Europe-Action
Un des chefs de Jeune Nation emprisonné pour ses liens avec l'OAS, Dominique Venner, écrit alors en prison une autocritique du mouvement et appelle à s'inspirer du léninisme pour élaborer une doctrine révolutionnaire et unifier les mouvements nationalistes. Il rejette catégoriquement l'usage du terrorisme au vu de l'échec de l'OAS, et prône la fin de l'activisme, qu'il juge stérile. À la suite de son manifeste, intitulé Pour une critique positive (1962), et de sa prise de contrôle de la FEN aux côtés d'Alain de Benoist, plusieurs tentatives d'unification des extrêmes droites françaises se succèderont au fil des décennies. Sous la direction de Dominique Venner, qui profite de l'absence de Pierre Sidos toujours en prison, la FEN se professionnalise et prend ses distances avec l'OAS. Le mouvement, fort d'un millier de membres selon les services de renseignement français, enseigne un nationalisme révolutionnaire et rompt définitivement avec l'illégalisme de l'OAS le 2 novembre 1962 lors d'une réunion entre les différents cadres,.
Une première tentative de rassemblement se produit lors de l'élection présidentielle de 1965, derrière le candidat Jean-Louis Tixier-Vignancour avec la création des comités Tixier-Vignancourt, avec le député Jean-Marie Le Pen comme directeur de campagne. Cette volonté d'union échoue à réunir l'extrême droite française, et les positions anti-activistes de la FEN et sa revue Europe-Action suscitent plusieurs scissions : le Front universitaire européen (sous l'impulsion de militants de Jeune Europe) puis le mouvement Occident en 1964,.
Occident devient alors le principal mouvement d'extrême droite de son époque, bénéficiant de 450 militants, et est dirigé par Alain Madelin, Gérard Longuet, Alain Robert et François Duprat,. Contrairement à la doctrine prônée par Dominique Venner, qui privilégiait l'électoralisme à la violence, les cadres d'Occident se tournent vers la violence politique, qui croît considérablement de 1964 à 1968 et envisagent même de commettre des attentats terroristes,,. De nombreuses scissions ont lieu, certaines d'entre elles se regroupent au sein de la Fédération d'action nationale et européenne (1966 - 1987), d'orientation nationaliste-révolutionnaire jusqu'en 1979 puis national-socialiste jusqu'à sa dissolution en 1987.
Les armes blanches et armes à feu sont cependant prohibées lors des très nombreux affrontement ayant lieu durant cette période, la rumeur attribuant cette absence à un accord entre Pierre Goldman et François Duprat. En réalité, elle serait plutôt due selon Nicolas Lebourg à un accord tacite et des liens existants entre les organisations d'extrême gauche et d'extrême droite. À la suite de l'attaque du comité Vietnam de Gérard Filoche en 1967, durant laquelle un militant de gauche se retrouve dans le coma, Occident opère une purge interne et exclut, après les avoir agressés, François Duprat et Patrick Devedjian. Le 3 mai 1968, un raid avorté d'Occident mène à l'arrestation de nombreux militants d'extrême gauche à la Sorbonne et déclenche le mouvement de mai 1968. L'extrême droite s'implique peu dans les évènements de mai 68, la seule rixe impliquant Occident ayant lieu contre l'Action française. Le groupe est donc épargné par les dissolutions de « mouvements subversifs » de juin 1968, jusqu'à sa propre dissolution en automne à la suite d'un attentat contre une librairie maoïste.
À la suite sa dissolution, Occident éclate en de multiples groupuscules locaux qui connaîtront plusieurs tentatives d'unification. Les anciens cadres d'Occident lancent l'Élite européenne tandis qu'Alain Robert prend la tête du Groupe union défense créé en 1968. Ensemble, ils s'accordent pour créer le Centre de Rassemblement National, qui a pour objectif de planifier de futures actions violentes. Finalement, l'union se fera en novembre 1969 sous le nom d'Ordre nouveau, dirigé par Jean-François Galvaire puis François Duprat à partir de 1970.

### 1969-1972: Hégémonie d'Ordre nouveau et création du Front national
Le congrès fondateur d'Ordre nouveau est marqué par l'explosion de la salle prévue la veille de la réunion. En 2010, Jean-Marie Le Pen attribuera cette bombe à l'organisation elle-même, dans une volonté de provocation. La stratégie d'Ordre nouveau se base, de fait, sur la provocation afin de prendre une place prépondérante dans le milieu d'extrême droite : le mouvement revendique 2700 adhérents alors qu'ils ne disposent que de 200 encartés, et recouvre Paris d'affiches annonçant une conférence internationale qui rassemblerait le MSI, les salazaristes et le NPD (qui n'avait en réalité pas été contacté). Selon Jack Marchal, cadre du mouvement, cette stratégie est un succès : « On doit reconnaître à François Duprat un coup de génie, celui d’avoir mis ON en orbite ex nihilo, juste avec une affiche provocatrice à souhait, alors que nous n’avions alors ni journal, ni local, ni boîte postale. L’hégémonie remportée d’emblée dans notre camp a été un coup de bluff dont on ne remerciera jamais assez Duprat ».
Ordre nouveau apparaît en 1970-1971 comme une organisation efficace rassemblant la plupart des forces d'extrême droite, une image dont le groupe profite grandement mais qui n'est pas tout à fait fidèle à la réalité. Si les anciens cadres d'Occident ont pu recréer leur groupe, il subsiste encore une quantité importante de groupuscules éparpillés sur toute la France, et des tensions internes. Le mouvement se structure, et se dote de trois syndicats : un syndicat étudiant, le GUD, un syndicat lycéen, l'Union des lycéens nationalistes, et un syndicat professionnel, l'Union générale des travailleurs. Cependant, aucun d'entre eux ne réussit à s'implanter (en dehors du GUD, qui parvient à créer une section à Aix-en-Provence), du fait de la sociologie de leurs militants et de leur anticommunisme.
La création du Front National est l'aboutissement d'une décennie de tentatives d'union de l'extrême droite, qui se sont toutes jusqu'à présent soldées par un échec. À la suite de la défaite de Tixier-Vignancour en 1965, d'anciens cadres d'Europe-Action impliqués dans les comités profitent des divergences entre le candidat et son directeur de campagne Jean-Marie Le Pen pour créer un nouveau parti en 1966 : le Mouvement nationaliste du progrès. Celui-ci n'est en réalité que le paravent d'une structure officieuse, le Centre nationaliste, issue d'Europe-Action et de la FEN. Le MNP donne naissance par la suite au Rassemblement européen de la liberté, qui échouera aux élections législatives de 1968. Ordre Nouveau reprend ce projet d'un parti politique unifiant les différentes tendances nationalistes, et se réunit Jean-Marie Le Pen en 1971 pour discuter de la création d'un front national. Néanmoins, ils sont concurrencés par la fusion du Mouvement pour la justice et la liberté de Georges Bidault et du Parti de l'unité française (lui-même issu des Jeunesses patriotes et sociales et de Militant).
En mai 1972, malgré l'absence de ralliements majeurs, Ordre nouveau demande à ses militants de créer des "comités de Front national" pour préparer les élections législatives de 1973. Le parti est lancé en juin 1972 et s'intitule « Front national pour l'unité française », à la suite du rejet d'une motion des militants du GUD qui souhaitaient le nommer "Front national pour un ordre nouveau". Les militants d'Ordre Nouveau sont réticents face à ce qu'ils perçoivent comme un reniement des valeurs et de l'objectif de leur mouvement, tandis que leurs cadres multiplient les réunions pour clarifier leur position et garantir l'indépendance d'ON.

### 1972-1981: La recomposition de l'extrême droite française autour du Front national
La présidence du parti est proposée à Dominique Venner, qui la refuse, puis à Jean-Marie Le Pen. Celui-ci, bien que méprisé par les cadres du mouvement, bénéficie de ses idées poujadistes populaires dans la population et de son expérience auprès de Tixier-Vignancour. Jean-Marie Le Pen annonce seul le congrès de création du Front national, sans prévenir Ordre Nouveau qui tenta d'organiser sa propre réunion avant d'abandonner. Fin 1972, Jean-Marie Le Pen devient l'un des trois co-présidents du Front national aux côtés de François Brigneau, représentant d'Ordre Nouveau, et de Guy Ribaud, représentant Georges Bidault et son mouvement. Cependant, Georges Bidault quitte le parti moins d'une semaine après sa création, à la suite de tensions avec Jean-Marie Le Pen. Les instances du parti sont finalement partagées en deux : Jean-Marie Le Pen devient président, avec François Brigneau comme vice-président. Chaque poste est ainsi doublé, afin de garantir l'équilibre entre les deux tendances restantes. Les membres d'Ordre nouveau qui refusent la stratégie de Front national quittent le mouvement en février 1973 pour fonder le Groupe action jeunesse qui s'opposera au GUD, parfois physiquement, jusqu'à leur fusion dans l'Union des étudiants de droite en 1978,.
Le Front national tente de se construire sur un public et une ligne différente d'Ordre nouveau, et est alors le seul parti politique à se réclamer ouvertement de droite, mais les tensions internes qui existaient depuis la création du mouvement éclatent après sa défaite aux élections législatives de 1973 : le parti ne réunit que 1,32% des suffrages, loin de l'objectif des 3% qu'Ordre nouveau s'était fixé. Un congrès se réunit alors les 28 et 29 avril 1973, avec comme objectif de mettre un terme aux luttes intestines entre radicaux et lepénistes. Jean-Marie Le Pen demande alors la dissolution d'ON dans le Front national, et somme les cadres de choisir entre leurs deux appartenances. Alain Robert quitte alors le secrétariat général du Front national pour rester dans celui d'Ordre nouveau. Malgré ces fortes divergences à la tête du mouvement, les militants de base continuent à militer pour le Front national et s'opposent à la séparation des deux groupes lors du congrès d'Ordre nouveau en juin 1973. Le FN de Jean-Marie Le Pen axe alors sa doctrine sur l'anticommunisme jusqu'en 1978.
Néanmoins, afin d'affirmer son individualité vis-à-vis du FN et de revitaliser le groupe, Ordre nouveau accentue fortement son recours à l'action violente. Entre janvier 1971 et mai 1973, les forces de l'ordre décomptent 83 faits de violence publique impliquant ON. C'est finalement ce retour à la violence qui aura raison du groupe. Le 21 juin 1973, Ordre nouveau organise une conférence contre l'immigration visant à provoquer l'extrême gauche parisienne : celle-ci se présente finalement avec un cortège de 2000 personnes, dont la moitié sont armées. Les affrontements entre l'extrême gauche et les forces de l'ordre sont extrêmement violents, occasionnant 76 blessés chez les policiers dont 16 sont hospitalisés. Ordre nouveau et la Ligue communiste d'Alain Krivine sont perquisitionnés, puis dissous le 23 juin 1973. Alors que la Ligue communiste est soutenue par la plupart de la gauche française, Ordre nouveau ne parvient pas à mobiliser autour de lui. Ses militants partent alors soit au GUD, qui a échappé à la dissolution, soit au Front national, à présent entièrement sous la domination de Jean-Marie Le Pen.

#### L'après-Ordre nouveau: le Parti des forces nouvelles en concurrence avec le Front national (1973-1981)
La dissolution d'Ordre nouveau, principal groupe d'extrême droite en France en 1973, donne lieu à une profonde recomposition du milieu. Les comités "Faire front", créés en 1973 pour soutenir le Front national, font scission sous la direction d'Alain Robert et deviendront, en 1974, le Parti des forces nouvelles. Leur journal, Faire Front : le journal du Front national, signe le début d'un conflit ouvert avec le Front national de Jean-Marie Le Pen, qui a perdu une large partie de ses militants. François Brigneau, vice-président du FN, démissionne et annonce son ralliement au PFN. L'élection présidentielle de 1974 entérine la rupture : si Jean-Marie Le Pen présente bien sa candidature, le PFN préfère quant à lui soutenir Valéry Giscard d'Estaing (dont il assurera le service d'ordre). Ce ralliement est à la fois politique, par anti-gaullisme et anti-lepénisme, et financier, le PFN ayant les lourdes dettes d'Ordre nouveau à éponger. Jean-Marie Le Pen n'obtient finalement que 0,74% des voix.
Le PFN, alors toujours dénommé Faire Front, s'appuie alors sur deux structures de jeunesse, le Front de la jeunesse et le GUD, et dispose désormais de moyens financiers, d'une revue de presse et de liens avec différents responsables politiques. Le parti est finalement lancé officiellement en novembre 1974, faisant concurrence à un Front national très affaibli. L'objectif du PFN est de s'insérer dans la majorité présidentielle pour la radicaliser et obtenir un capital électoral suffisant à dépasser la barre des 3%. Quelques anciens cadres d'Ordre nouveau, comme François Duprat (resté au FN), critiquent le nouveau parti tandis qu'il obtient le soutien de diverses personnalités d'extrême droite, comme Jack Marchal, Jean-Pax Méfret, Maurice Bardèche, ou encore Jean Raspail.

Logo du parti des forces nouvelles.

Réutilisant les méthodes d'Ordre nouveau, notamment l'implantation syndicale, le PFN se fait surtout remarquer en 1975 en s'opposant à l'Appel des Cent, qualifié d'« entreprise de démoralisation » de l'armée : le parti crée un Comité de soutien à l'armée et occupent Antenne 2 et Europe 1 pour empêcher des prises de parole de personnalités d'extrême gauche sur le sujet. Le PFN organise également des manifestations, par exemple en 1977 contre la venue du Front Polisario en France ou en 1979 contre une visite de Brejnev.
Déçu par le libéralisme de Giscard d'Estaing, le parti se tourne vers Jacques Chirac en 1976. Roland Gaucher, membre du bureau politique, déclare alors : « Aujourd’hui, l’axe de la contre-offensive à l’adresse de l’appareil communiste passe par Chirac ». Les législatives de 1978 sont un échec pour les deux partis : le PFN (1,06%) passe devant le FN (0,37%) mais ne parvient pas à atteindre son objectif de 3%. Une liste commune est envisagée pendant les élections européennes de 1979, mais le PFN présente finalement sa propre liste avec Tixier-Vignancour en première position. Le score de 1,32% achève le parti, qui échouera à présenter un candidat à l'élection présidentielle de 1981. Le PFN renoue avec l'activisme, abandonnant sa quête de légitimité institutionnelle, et finit étouffé par la progression électorale du Front national dans les années 1980. Le parti devient alors un mouvement de réflexion, jusqu'à sa disparition en 1998, et ses militants rejoignent le Front national, les différents groupes nationalistes-révolutionnaires, voire le RPR dans le cas d'Alain Robert. La peur d'un coup d'État d'extrême droite disparaît avec l'alternance de 1981, qui se déroule sans incident.

#### Naissance du nationalisme-révolutionnaire moderne
Malgré la concurrence du Parti des forces nouvelles, rassemblant en son sein nombre de personnalités d'extrême droite (souvent inspirées par Dominique Venner), le Front national dispose aussi d'une aile radicale menée par François Duprat. Cet ancien de Jeune Nation, puis de la Fédération des étudiants nationalistes, a ensuite rejoint Occident à la suite du désaccord lié à la ligne d'Europe-Action prônée par Venner. Il en devient alors le chargé de propagande, puis rédacteur en chef de la revue étudiante du mouvement jusqu'à la dissolution de celui-ci, qui le mènera chez Ordre nouveau puis au Front national. Resté fidèle à Jean-Marie Le Pen après la création du PFN, il siège en 1974 au bureau politique du parti et préside sa commission électorale,. C'est lui qui met au premier plan l'immigration dans la communication du Front national, s'inspirant des succès d'Enoch Powell en Grande-Bretagne. Avec l'aval du parti, heureux d'accueillir de nouveaux militants après le départ d'Ordre nouveau, François Duprat fonde les Groupes nationalistes-révolutionnaires en 1976 aux côtés d'Alain Renault et crée la revue Année Zéro. En 1978, Duprat écrit le Manifeste nationaliste révolutionnaire, texte structurant la mouvance NR pour les décennies à venir, avant d'être assassiné par un groupe inconnu dans l'explosion de sa voiture,.
À sa mort, Alain Renault devient secrétaire général du FN jusqu'en 1981 et continue d'y animer la frange nationaliste-révolutionnaire. Les GNR disparaissent, tandis que leurs militants partent à la Fédération d'action nationale et européenne, pour les néonazis, ou rejoignent le Mouvement nationaliste-révolutionnaire, pour les adeptes d'une troisième voie. Si François Duprat n'a pas inventé le nationalisme révolutionnaire, en témoigne l'existence du Mouvement jeune révolution plus d'une décennie auparavant, il est en revanche à l'origine du son rebond depuis les années 80,.

### 1981-1998: Percée du Front national et tensions avec l'extrême droite radicale
Les années 80 et 90 voient une progression constante des résultats du FN, qui obtient ses premiers élus européens en 1984 puis ses premiers députés à l'Assemblée nationale en 1986, et enfin son premier maire en 1989.
En 1981, poussée vers la sortie par Jean-Pierre Stirbois, secrétaire général du Front national, l'équipe du journal Militant quitte le parti accompagnée par Alain Renault. Elle fonde, en 1983, le Parti nationaliste français avec la participation de Pierre Bousquet et Pierre Pauty. Ce parti, d'obédience antisémite et pétainiste, donnera naissance en 1985 à une scission, le Parti nationaliste français et européen d'idéologie néonazie,.
En 1985, Bruno Mégret et ses Comités d'action républicaine rejoignent le Front national par l'intercession de Patrick Buisson et Jean-Yves le Gallou. Issu du Club de l'Horloge, Mégret est forcé de se ranger aux côtés de celui qui s'est affirmé comme le chef de file de l'extrême droite française et apporte au FN ses capacités d'organisation et ses cadres, qui lui manquaient cruellement. Devenu numéro deux du parti, il publie en 1989 la revue Identité puis en 1991 "Cinquante mesures pour mettre fin à l'immigration", propulsant dans la sphère médiatique les thèmes identitaires et le sujet de la préférence nationale. À partir de 1992, le FN ajoute le souverainisme à sa doctrine, à l'occasion du référendum sur le traité de Maastricht.

#### Troisième Voie et le nationalisme révolutionnaire face au Front national
Le Mouvement nationaliste-révolutionnaire, qu'avaient rejoint les partisans de Duprat après sa mort, fusionne en 1985 avec des éléments dissidents du Parti des forces nouvelles et le GUD, devenant Troisième Voie. Le groupe bénéficie alors du soutien du GRECE et donc des sphères intellectuelles de la Nouvelle Droite de l'époque, menées par Alain de Benoist. Finalement, les tensions autour de l'autonomie du GUD s'accroissent et celui-ci quitte le mouvement en mai 1988. Il se rapproche alors du Front national en intégrant le Renouveau étudiant, branche étudiante du parti. Certains cadres du parti, comme Samuel Maréchal, soutiennent alors le développement du GUD en espérant contrer l'influence grandissante de Bruno Mégret. En 1991, Christian Bouchet et ses soutiens quittent à leur tour Troisième Voie pour fonder Nouvelle Résistance,. L'opposition franche de Nouvelle Résistance au Front national ne paie pas, et finalement le groupe s'associe au GUD et à Jeune Résistance en 1998 pour fonder Unité Radicale. Ce nouveau groupe mise alors sur une double appartenance au Front national et à UR pour faire de l'entrisme et radicaliser le parti frontiste.

### 1998-2002: L'illusion mégretiste et les débuts de la mouvance identitaire
En 1998, les relations entre Jean-Marie Le Pen et Bruno Mégret s'enveniment, ce dernier supportant de moins en moins le goût pour la polémique du président du parti et rejetant l'idée d'une candidature de Jany Le Pen pour remplacer son mari. Jean-Marie Le Pen craint, quant à lui, que ses cadres ne prennent trop de pouvoir au sein du parti. Mégret et ses alliés, expulsés en décembre 1998, créent le Mouvement national républicain (alors appelé Front national - Mouvement national) lors d'un congrès en janvier 1999. Bruno Mégret emporte avec lui 60% des cadres du FN et 70% des militants du Front national de la jeunesse, créant une crise majeure dans l'extrême droite française,.

Logo du Mouvement national républicain de Bruno Mégret

Unité Radicale prend alors le parti de Bruno Mégret, au grand dam du GUD qui finit par quitter le groupe en décembre 2001. Le Parti nationaliste français et européen, d'obédience néonazie, cesse ses activités en 1999 et ses militants rejoignent alors Unité Radicale qui les accueille à bras ouverts et réclame maintenant ostensiblement la grâce pour le terroriste Michel Lajoye. Le Parti nationaliste français tente à son tour un rapprochement avec le groupe en 2001, qui n'aboutit pas. Unité Radicale n'aura finalement jamais rassemblé, contrairement à ses prétentions, l'intégralité du mouvement nationaliste-révolutionnaire français. L'Oeuvre française semble n'avoir eu aucun lien avec le groupe, le PNF s'en est écarté, et le GUD finit par le quitter en 2001.
Unité Radicale intègre le Front de la jeunesse lancé par les mégretistes, et tente d'intégrer les listes du MNR aux élections législatives en lançant un mouvement d'union appelé "CoordiNation". L'union entre les deux mouvements est presque officielle, des accords sont scellés pour accorder à UR des places éligibles lors des élections et Philippe Vardon, alors membre d'UR est présenté sur France 2 comme responsable jeunesse du MNR. Christian Bouchet, un des cadres dirigeants d'UR, est élu au Conseil national du MNR.
Au début des années 2000, sous l'influence des thèses de Guillaume Faye et Alexandre del Valle, Unité Radicale s'éloigne du nationalisme révolutionnaire pour se tourner vers une idéologie plus proche de l'identitarisme. Les cadres dirigeants doivent en effet s'adapter à ces nouvelles idées, reposant davantage sur une lecture ethnique du monde que les thèses NR traditionnelles et qui prendront de l'importance pendant les décennies suivantes. À la suite de l'attentat de Maxime Brunerie le 14 juillet 2002, Bruno Mégret exclut les membres d'Unité Radicale des instances dirigeantes du MNR. Unité Radicale est dissout en août 2002,.
Finalement, Bruno Mégret obtient 2,5% des voix à l'élection présidentielle de 2002 qui place Jean-Marie Le Pen au second tour face à Jacques Chirac et appelle à voter pour le candidat du FN, entérinant la domination totale du parti au sein de l'extrême droite française.

### 2002-2017: L'extrême droite sous domination identitaire
La scission du Mouvement national républicain a finalement mis au jour une nouvelle tendance au sein de l'extrême droite, qui prévaudra au sein du milieu pendant plus d'une décennie : la mouvance identitaire. Inspirés par les écrits de Dominique Venner, de la Nouvelle Droite d'Alain de Benoist et Guillaume Faye, les identitaires privilégient l'identité européenne à la souveraineté nationale et l'ethnocentrisme à l'ethno-différentialisme . Ils s'opposent en cela à la mouvance nationaliste-révolutionnaire dont ils sont en partie issus et prônent plutôt un « combat culturel », cherchant à s'éloigner de l'image marginale de l'extrême droite. En avril 2003, l'ancien chef d'Unité radicale Fabrice Robert crée le Bloc identitaire qui deviendra un parti en 2009. Philippe Vardon, lui aussi ancien membre d'Unité radicale, rejoint le Bloc et fonde les Jeunesses identitaires. Cette section jeune du mouvement conserve une indépendance vis-à-vis du parti, afin de le protéger en cas de poursuites pénales et deviendra Génération identitaire en 2012. D'autres sections locales existent, telles que Alsace d'abord, Vox Populi Turone (Tours), Nissa Rebela (Nice), Rebeyne (Lyon),.

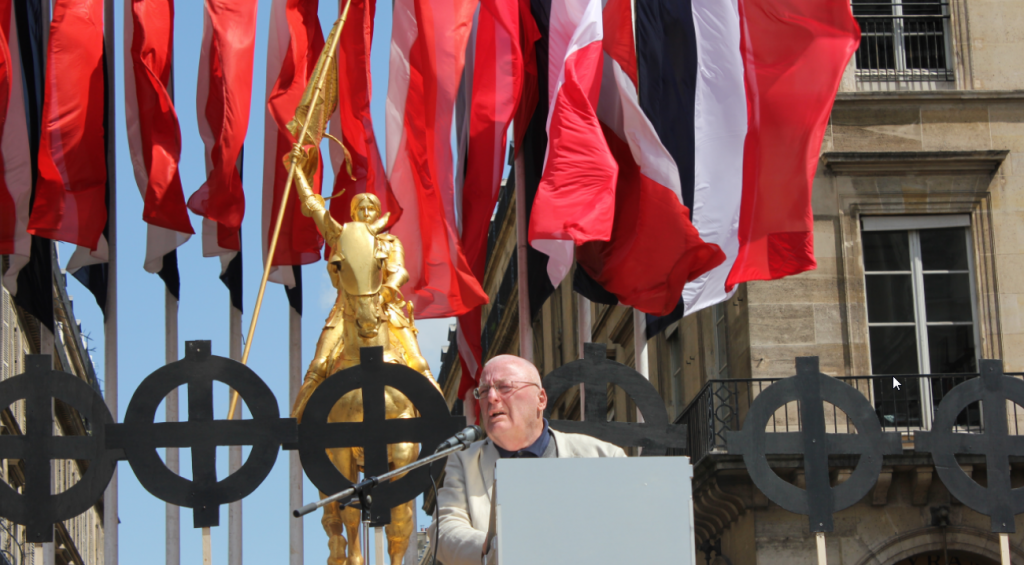
Derrière Pierre Vial, une chaîne de croix celtiques (voir « La croix celtique en politique »), symbole utilisé depuis la fin des années 1940 par divers mouvements comme Jeune Nation ou Ordre nouveau.

Le Bloc identitaire, bien que principal groupe militant de son époque, ne détient pas l'exclusivité de la mouvance identitaire. D'autres mouvements existent comme Terre et Peuple fondé par Pierre Vial, le Réseau Identités et la Ligue du Midi de Richard Roudier, ou encore Europe Jeunesse.
Le Bloc identitaire se rapproche durant cette période du Front national mais reste en opposition avec Marine Le Pen et Louis Aliot, leur préférant Marion-Maréchal Le Pen. En effet, la ligne identitaire du Bloc préfère le localisme et l'européisme au nationalisme prôné par les souverainistes du Front national et son libéralisme économique est davantage compatible avec la petite-fille de Jean-Marie Le Pen. De plus, depuis les élections présidentielles de 2002, Marine Le Pen cherche à dédiaboliser son parti en s'écartant officiellement des activistes radicaux,. La Ligue du Midi tentera en 2014 d'adhérer au parti Souveraineté, identité et libertés, allié du Front national, mais se heurtera à l'opposition de Louis Aliot.

#### Le Front national face aux scissions
Au début des années 2000 Thibaut de Chassey quitte le Front national de la jeunesse pour fonder la Garde Franque qui devient en 2005 le Renouveau français, groupuscule national-catholique en activité jusqu'en 2017.
En 2005, le maire d'Orange Jacques Bompard est exclu du bureau politique du Front national pour ses critiques répétées à l'encontre de Jean-Marie Le Pen avant de quitter le parti,. Il rejoint alors le Mouvement pour la France de Philippe de Villiers puis le quitte à la suite de son rapprochement avec l'UMP, afin de fonder son propre parti implanté localement : la Ligue du Sud.

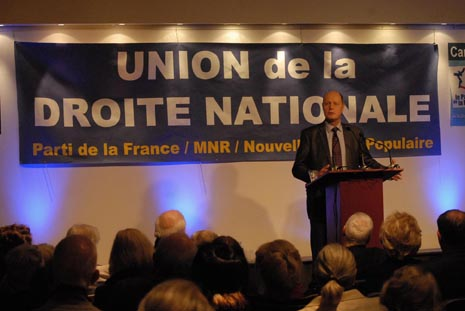
Carl Lang lors d'une réunion de l'Union de la droite nationale, rassemblant différentes scissions du Front national.

En 2008, l'ancien secrétaire général du Front national Carl Lang et Jean-Claude Martinez sont suspendus puis exclus du parti après avoir présenté des listes dissidentes face à Marine Le Pen et Louis Aliot aux élections européennes de 2009. Il crée alors en 2009 le Parti de la France, qui s'allie lors des élections régionales de 2010 au Mouvement national républicain et à la Ligue du Sud. En 2011, Carl Lang annonce la création d'une coalition pour se présenter à l'élection présidentielle de 2012. Son Union de la droite nationale est soutenue par le MNR, la Nouvelle droite populaire de Robert Spieler, Terre et peuple de Pierre Vial, les Jeunesses nationalistes d'Alexandre Gabriac, et les journaux d'extrême droite Rivarol et Militant. Il échoue finalement à obtenir les 500 parrainages requis pour se présenter.
En mai 2017, le vice-président du parti Florian Philippot crée sa propre association au sein du Front national, intitulée Les Patriotes. Ses relations avec Marine Le Pen se dégradent au cours de l'année, jusqu'en septembre 2017 où elle le somme de choisir entre son poste de vice-président du FN et celui du président des Patriotes,. Suivi par Sophie Montel, Mireille d'Ornano et une vingtaine d'élus locaux, Florian Philippot quitte le FN et transforme son association en parti politique,. Celui-ci ne parvient pas à s'implanter et ne dispose plus, en 2021, d'aucun élu en France.

#### L'extrême droite radicale en difficulté
Représentée principalement par le GUD durant cette période, et ponctuellement par le Rassemblement des étudiants de droite, la mouvance nationaliste révolutionnaire s'avère très divisée à la suite de la dissolution d'Unité radicale. Une de ses principales figures, Christian Bouchet, se retire de l'activisme politique. Edouard Klein, président du RED, tente de relancer le GUD en 2010 sans grand succès puis rejoint le FNJ. L'arrivée de Logan Dijan, proche d'Axel Lousteau, à la tête du groupe en 2012 concrétise le rapprochement avec le FN. Philippe Péninque, ancien cadre du GUD, crée Égalité et Réconciliation avec Alain Soral qui finira par s'éloigner du Front national à la suite de tensions avec Marine Le Pen et Louis Aliot,.

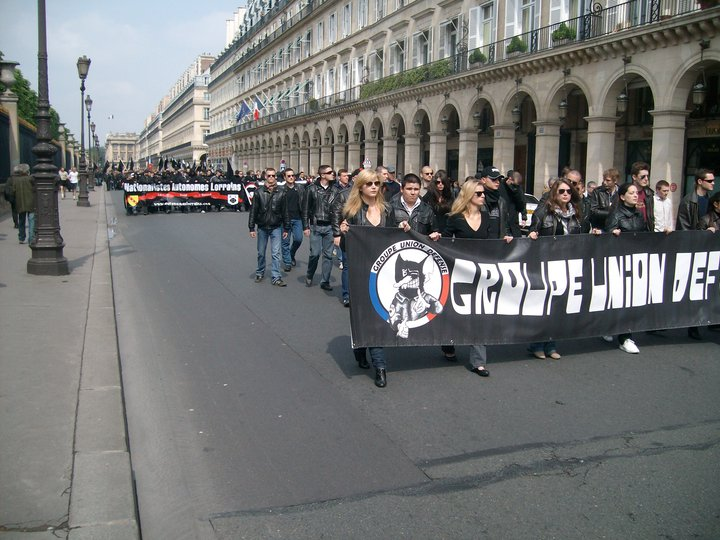
Manifestation du Comité du 9 mai, organisée par le GUD, en 2010.

Serge Ayoub réactive en 2010 les Jeunesses nationalistes révolutionnaires, ancien groupuscule skinhead des années 80, et organise quelques manifestations les années suivantes qui rassembleront plusieurs centaines de personnes. Le groupe sera finalement dissout, en compagnie de L'Œuvre française et des Jeunesses nationalistes d'Yvan Benedetti et Alexandre Gabriac, à la suite de la mort de Clément Méric en 2013,. Yvan Benedetti crée alors Jeune Nation, site internet se réappropriant le nom d'un ancien mouvement nationaliste, et réactive le Parti nationaliste français en 2016,. De son côté, le Mouvement d'action sociale, rassemblant les déçus du virage identitaire d'Unité radicale, peine à réunir plus d'une quinzaine de membres lors de ses évènements jusqu'à son autodissolution en 2016,.
Finalement le GUD-Lyon, devenu la principale incarnation de l'ancien mouvement étudiant, s'auto-dissout pour créer le Bastion social en 2017.

### 2017-: Évolutions récentes de l'extrême droite française

#### Émergence de mouvements hétéroclites par le biais des réseaux sociaux
En 2019 Séraphin Alava, membre de la chaire de l'UNESCO sur la prévention de la radicalisation, constate l'importation de mouvements d'extrême droite issus d'Amérique du Nord, comme celui des incels, par les réseaux sociaux et Internet. Les services de renseignement craignent, eux, une mouvance "néopopuliste" à tendance survivaliste, détachée des structures traditionnelles de l'ultra-droite et s'organisant via des réseaux sécurisés.
De fait, plusieurs groupes d'extrême droite violents formés sur Internet ont été démantelés par les forces de l'ordre : OAS de Logan Nisin sur Facebook en 2017, l'Action des forces opérationnelles et les Barjols sur Facebook en 2018, ou encore le site web Réseau Libre en 2019,,.
Lors du procès du groupuscule terroriste WaffenKraft, issu en partie du groupe d'extrême droite Vengeance Patriote fondé sur Discord, le chef de la sous-direction judiciaire de la DGSI dresse un portrait de cette nouvelle menace. Selon lui, l'extrême droite terroriste s'informerait désormais par des sites web constituant une "fachosphère" comme Égalité et Réconciliation, Fdesouche ou Boulevard Voltaire, et se diviserait en deux mouvances : d'un côté les "accélérationnistes", qui souhaitent précipiter une guerre civile ou raciale, et de l'autre les "conspirationnistes insurrectionnels", qui ciblent les autorités de l'Etat.
Le réseau social Telegram sert à l'extrême droite française de plateforme pour propager une idéologie de guerre culturelle et raciale, tout en glorifiant le terrorisme et en promouvant une vision suprémaciste blanche.

#### Dissolution de Génération identitaire et résurgence du nationalisme-révolutionnaire
Génération identitaire, mouvement de jeunesse des Identitaires ayant acquis son autonomie, est dissout en 2021. Dès lors, les militants d'extrême droite délaissent l'identitarisme et se tournent vers les groupes locaux ayant succédé à la dissolution du Bastion social en 2019 tels que Tenesoun, l'Alvarium, ou encore le GUD réactivé en 2022.
Ceux-ci, d'orientation nationale-révolutionnaire, sont implantés dans plusieurs grandes métropoles françaises et sont aidés par une résurgence des mouvements nationaux-catholiques au travers notamment des groupes Auctorum et Academia Christiana, avec lesquels ils entretiennent des liens. En 2023, le média Streetpress constate une résurgence du nationalisme-révolutionnaire, qui profite alors de la dissolution de Génération identitaire, et une concurrence entre les héritiers du Bastion social et ceux de Génération identitaire, comme Argos ou Les Natifs.

#### Création du parti Reconquête
En 2021, le journaliste d'extrême droite Éric Zemmour crée le parti politique Reconquête et est rejoint par certains cadres du Rassemblement national comme Gilbert Collard, Jérôme Rivière, Marion Maréchal ou encore Nicolas Bay. Sa candidature à l'élection présidentielle de 2022 attire les militants de l'extrême droite radicale, particulièrement chez les identitaires comme Damien Rieu ou Philippe Vardon, au point que Jean-Yves Camus qualifie Reconquête de « parti des identitaires ». Selon Nicolas Lebourg, l'idée d'une « reconquête » est popularisée à l'extrême droite par Guillaume Faye, théoricien de la Nouvelle Droite, dans les années 2000 tout comme plusieurs idées professées par Eric Zemmour. Finalement, le parti obtient 7 % des voix à l'élection présidentielle et échoue à obtenir des députés aux élections législatives suivantes.

### Aujourd'hui
Dans une carte interactive, Libération, détaille la diversité des mouvances d'extrême droite présentes sur le territoire. Plus de cinquante groupuscules sont recensés et classés en quatre catégories : identitaires, royalistes, ultranationalistes et nationalistes-révolutionnaires. Cette enquête décrit une mouvance éclatée à la suite des dissolutions de groupes nationaux rendant plus complexe le travail des services de renseignement. Enfin, Libération décrit deux caractéristiques liés à ces mouvements, les liens existant avec les structures institutionnelles comme les partis politiques et les actions communes de ces mouvements autour de manifestations conjointes ce qui n'était traditionnellement pas le cas.
Selon Le Monde, « les idées d'extrême droite se diffusent dans les médias et l'opinion » en 2024 sur des sujets comme les fait divers et l'immigration, notamment grâce à l'extension dans les médias du groupe Bolloré, mais aussi sur Le Figaro, Valeurs actuelles ou BFMTV. Dans certains cas ces sujets sont issus de la fachosphère comme Fdesouche.
En 2024, de nombreux comptes Instagram catégorisés à l'extrême droite sont bannis de la plateforme sans explications précises de la part de la maison mère Meta. Ainsi, les comptes des médias Occidentis, Une Bonne Droite, et Frontières et de personnalités comme Alice Cordier sont supprimés provoquant des réactions d'hommes et de femmes politiques d'extrême droite comme Sarah Knafo, Marion Maréchal et Matthias Renault,,,.

## Idées politiques et différents courants

### Typologie
Le politologue Thomas Guénolé distinguait en 2014 quatre types de courants dans la famille d'extrême droite française : l'extrême droite poujadiste, l'extrême droite souverainiste, l'extrême droite traditionaliste et l'extrême droite raciste. Ces quatre familles correspondent respectivement d'après lui, sous forme radicalisée, aux familles de la droite française que sont la droite libérale, la droite gaulliste, la droite morale et la droite sécuritaire. L'extrême droite serait donc seulement une version radicalisée de la droite classique.
Les chercheurs du CNRS Caterina Froio et Pietro Castelli Gattinara définissent deux groupes distincts dans l'extrême droite : les partis de « droite radicale populiste », qui ne veulent pas renverser le système institutionnel et démocratique de leur pays, et les groupes extrémistes dont le souhait est de remplacer la démocratie par un système autoritaire. Si ces deux tendances peuvent s'entremêler, les chercheurs constatent qu'en France il existe une séparation stricte entre les partis de droite nationale, notamment le Rassemblement national, et les mouvements extra-parlementaires : « L'activisme extra-parlementaire en France est dominé par des acteurs non institutionnels, avec une stricte séparation entre partis politiques et groupes protestataires. […] On voit clairement aussi que le RN est à distance des différents partis et mouvements contestataires ; ce qui s’explique par la stratégie de Marine Le Pen de normaliser son parti en essayant de s'éloigner des formations plus sulfureuses ».
En 2019, le journal l'Express propose, avec l'aide du politologue Jean-Yves Camus, une classification de l'« ultradroite » en six catégories distinctes : néonazisme, néofascisme, nationalisme-révolutionnaire, identitarisme, royalisme et survivalisme. Ainsi le journal distingue
- la mouvance identitaire, née de la dissolution d'Unité radicale, se retrouvant principalement dans le parti Les Identitaires et Génération identitaire, qui compterait à cette époque autour d'un millier de membres ; comprenant aussi la Ligue du Sud et Terre et Peuple, les identitaires prônent une vision ethnoculturelle de la nation et cherchent à infuser leurs idées dans la société[80] ;
- les nationalistes révolutionnaires, qui revendiquent une image sociale et tentent de s'ancrer territorialement en créant des locaux associatifs ; ces groupes se retrouvent dans des organisations telles que le GUD ou le Bastion social et tentent de s'inspirer du groupe italien CasaPound ;
- les royalistes, menés par l'Action française, qui souhaitent renverser la République pour instaurer une monarchie et se réclament généralement de l'héritage de Charles Maurras et de son nationalisme intégral[80] ;
- les survivalistes (catégorie recoupant avec celle des « néopopulistes insurrectionnels » utilisée par la DGSI[65]), qui se sont développés en France après les attentats de 2015 et attendent une guerre civile qui serait causée par le « Grand remplacement », une mouvance très récente, formée de petits groupes autonomes contenant parfois des retraités, qui s'est notamment fait connaître au travers du démantèlement de l'Action des forces opérationnelles et des Barjols en 2018[80] ;
- les néofascistes, majoritairement issus de la dissolution de L'Œuvre française, se regroupant autour de figures tutélaires telles qu'Hervé Ryssen ou Yvan Benedetti (aujourd'hui à la tête du parti Les Nationalistes) et à la tête des revues Minute et Jeune Nation ; se réclamant héritiers de Pierre Sidos, leur idéologie mélange références au fascisme, au pétainisme et antisémitisme[80] ;
- les néonazis, se retrouvant des branches françaises d'organisations internationales comme Blood and Honour, des bandes de petite taille ou sur le site internet Démocratie Participative, qui se regroupent parfois lors de concerts de black métal néonazi et se revendiquent ouvertement de l'idéologie nazie[80].

### Socle idéologique commun
Il y a de grandes nuances dans les différents courants, rendant difficile l'identification d'un socle idéologique commun. L'antisémitisme de néofascistes comme Yvan Benedetti n'est pas partagé par tous, tout comme le monarchisme de l'Action française de Charles Maurras ou le survivalisme de l'Action des forces opérationnelles (AFO). Ces divergences se retrouvent aussi chez les spécialistes de l'extrême droite dans le milieu académique, qui utilisent différents termes pour qualifier l'extrême droite : droite radicale, ultra-droite, fascisme, néofascisme, extrémisme de droite. Cas Mudde avait d'ailleurs identifié, en 2004, 26 définitions de l'extrême droite regroupant près de 58 critères.
Pour Pierre-André Taguieff, le principal marqueur n'est pas dans les idées, mais plutôt dans la façon intolérante de les affirmer, le refus du débat et de la possibilité d'évoluer. L'extrême droite serait alors fondamentalement distincte de la droite classique. Il s'agit surtout, selon ce dernier, d'« une étiquette politique polémique, plutôt qu’une catégorie conceptuellement élaborée ou un modèle d’intelligibilité utilisable dans les travaux savants ».

#### Nationalisme exclusif
Une des positions communes de l'extrême droite serait le rejet de l'altérité. Selon Jean-Yves Camus, le "nationalisme exclusif" serait l'un des principaux marqueurs de l'extrême droite française. Il est en cela rejoint par Jean-Paul Gautier, qui identifie le rejet du multiculturalisme et du cosmopolitisme comme un trait caractéristique de la mouvance, et par le professeur Cas Mudde, qui y ajoute la promotion de valeurs traditionnelles comme la famille ou la religion. Dans sa définition de l'extrême droite, le politologue Lars Erik Berntzen considère le nativisme comme l'un des deux piliers de ce courant idéologique.
Pour Marion Jacquet-Vaillant, docteure en science politique, « à partir de 2015, la figure de l’immigré, qui était assimilée à celle de la racaille, est associée à celle de l’islamiste ». Une frange de l'extrême droite est déçue par le Rassemblement national « pour qui désormais tout individu peut devenir français à condition de s’assimiler », et pour Jean-Yves Camus « ils restent ethno-différentialistes et considèrent que certaines populations, en raison de leur origine ethnique ou de leur religion, ne sont pas assimilables à la nation française », tel le groupe Génération identitaire dissous en 2021.
Les mouvements d'extrême droite en Europe sont souvent accusés de racisme et de xénophobie en raison de leur hostilité générale à l'immigration et des positions ouvertement racistes revendiquées par une grande partie d'entre eux. Ils partagent la haine d'un ennemi commun, d'un bouc émissaire qui aurait changé au cours du XXe siècle : le juif au début du XXe siècle, l'immigré de nos jours, ce qui est théorisé par la thèse conspirationniste du Grand remplacement, développée par Renaud Camus, et son corollaire la remigration, c'est-à-dire l'expulsion par la force ou par la peur de « l'étranger ». Selon Jean-Yves Camus, spécialiste de l'extrême droite, « « L’étranger » a surtout les traits du musulman. L’islamophobie se trouve « au cœur du logiciel idéologique » de presque chacun des activistes d’ultra-droite ». La haine s'étend également aux institutions, à « l'Establishment », à la « classe politique ». Le tout conjugué à « une fascination pour la violence » et un « virilisme » opposé au féminisme et à l'homosexualité, considérés comme « traitres », « symptômes de la décadence des sociétés occidentales orchestrée par leurs propres dirigeants ».

Cette exclusion d'une partie de la population s'accompagne aussi d'une vision organiciste de la société, d'après Jean-Yves Camus et Nicolas Lebourg,. Un collectif d'historiens et de spécialistes de la politique perçoit d'ailleurs cet organicisme comme le principal moteur de l'extrême droite dans un texte publié en 2014. C'est-à-dire que la société serait conçue comme un être vivant, qui donc est fondée à se défendre contre les corps étrangers susceptibles de l'attaquer comme le font les microbes pour un organisme : 

« Les extrêmes droites véhiculent une conception organiciste de la communauté qu'elles désirent constituer (que celle-ci repose sur l'ethnie, la nationalité ou la race) ou qu'elles affirment vouloir reconstituer. Cet organicisme implique le rejet de tout universalisme au bénéfice de l'« autophilie » (la valorisation du « nous ») et de l'« altérophobie » (la peur de « l'autre », assigné à une identité essentialisée par un jeu de permutations entre l'ethnique et le culturel, généralement le cultuel). Les extrémistes de droite absolutisent ainsi les différences (entre nations, races, individus, cultures). Ils tendent à mettre les inégalités sur le même plan que les différences…. »

— Collectif, Le FN, un national populisme

#### Rejet des Lumières et de la démocratie libérale
Le deuxième marqueur caractéristique de l'extrême droite serait, selon Jean-Yves Camus, le rejet des "idées phares des Lumières". Celui-ci se retrouve également dans les définitions de Jean-Paul Gautier et du politologue Lars Erik Bernsten, sous la forme d'une méfiance voire d'un rejet de la démocratie libérale ou parlementaire. Nicolas Lebourg inclut lui aussi ce rejet dans sa définition de l'extrême droite, qui concernerait à la fois les institutions de la démocratie et les valeurs qu'elles portent.

#### Valorisation de la violence comme outil politique
La violence serait aussi valorisée, affirme Nicolas Lebourg, car l'extrême droite se perçoit comme tributaire d'une mission "salvatrice" face à la "décadence" de la société. Elle peut donc accepter l'idée de révolution, mais dans l'objectif de restaurer un ordre passé qui serait aussi une "palingénésie communautaire".
D'après Emmanuelle Bertout et Elyamine Settoul, il conviendrait de différencier l'extrême droite en deux groupes selon leur rapport à la violence. D'un côté la droite radicale, qui opère dans le cadre de la loi et de la démocratie, et de l'autre l'extrémisme de droite, qui privilégie l'utilisation de la violence ou de moyens alternatifs pour aboutir à un changement politique. Jean-Yves Camus utilise lui aussi le terme de "droite radicale", notamment pour qualifier le Rassemblement national.
Selon Jean-Yves Camus et Nicolas Lebourg, autre spécialiste de l'extrême droite, les attentats de Paris de novembre 2015 et celui du 14 juillet 2016 à Nice ont servi de catalyseur à certains groupuscules d'extrême droite qui se considèrent en guerre, une partie d'entre eux voulant recourir à la violence, six attentats ayant été déjoués entre 2017 et 2021.

## Place de l'extrême droite dans la société française

### Influence médiatique

#### Presse d'extrême droite en France
Diverses revues nationalistes naissent au XIXe siècle en France : L'Intransigeant, rallié au boulangisme, L'Éclair d'Ernest Judet, ou encore Le Soleil, monarchiste. Édouard Drumont crée La Libre Parole en 1892 qui atteint les 100 000 exemplaires diffusés, un chiffre important à cette époque. L'Action française est créé par le royaliste Charles Maurras en 1899, mais doit attendre 1912 pour dépasser les 23 000 exemplaires vendus. La plupart de ces journaux deviennent par la suite antidreyfusards, alors que l'affaire déchire la presse, tandis que certaines revues sont créées pour l'occasion comme Psst…!.
Pendant l'entre-deux-guerres, la presse politique se renouvelle avec l'aide des maisons d'éditions. Joseph-Arthème Fayard crée Candide en 1924, dirigé par Jacques Bainville puis Pierre Gaxotte et proche des idées de l'Action française, qui tirera jusqu'à 465 000 exemplaires en 1936. Ce succès motive les Éditions de France à lancer leur propre journal, Gringoire, qui atteint les 650 000 exemplaires vendus en 1937. En réponse, Fayard crée Je suis partout qui lui échappe rapidement sous l'impulsion de jeunes personnalités proches du fascisme comme Pierre Drieu la Rochelle, Lucien Rebatet ou Robert Brasillach. Le journal est cependant un échec commercial, qui ne parvient pas à dépasser les 100 000 exemplaires vendus. Georges Valois crée successivement les Cahiers des états généraux, Le Nouveau Siècle puis les Cahiers bleus. Le journal de Charles Maurras, L'Action française, atteint quant à lui les 200 000 exemplaires vendus en 1934, tout comme L'Écho de Paris (proche de la Ligue des patriotes puis du Parti social français).
La popularité des journaux d'extrême droite de l'époque s'explique par le fait qu'ils ont avant tout une vocation culturelle : les propos politiques n'excèdent jamais 10% de la surface rédactionnelle, tandis que près de la moitié de celle-ci est consacrée à des nouvelles, des récits, ou des critiques littéraires.
La presse française est durement touchée par la défaite de la France en 1940, les seuls journaux paraissant en zone Nord devant obtenir l'aval des occupants allemands : Le Matin, Les dernières nouvelles de Paris, Paris-Soir, La France au travail, Stur, L'Heure Bretonne, Le Téméraire, Je suis partout, Le petit Parisien, Au pilori, L'Œuvre de Marcel Déat, Les Nouveaux Temps de Jean Luchaire, ou encore Le Cri du Peuple de Jacques Doriot.
Les tirages des journaux collaborationnistes décrochent, peu soutenus par la population, et Marcel Déat se plaint du nombre de lettres anonymes qu'il reçoit dénonçant son positionnement antisémite. La tutelle des services de propagande allemands est très stricte, et encourage les attaques contre le régime de Vichy au point qu'il n'est pas possible en zone occupée de soutenir le gouvernement du maréchal Pétain.
En zone libre, le régime de Vichy autorise la publication de divers journaux : La Revue française de Chris Marker, Combats (organe de la Milice),, Révolution nationale (organe du Mouvement social révolutionnaire), Idées, L'Alerte, L'Emancipation nationale (organe du Parti populaire français), Le Franciste (organe du Parti franciste), ou encore France, revue de l'Etat nouveau le journal du régime de Vichy.
A la Libération, tous les journaux ayant continué à paraître après le début de l'Occupation en zone nord et après l'invasion par l'Allemagne en zone sud sont interdits.
Après la guerre et jusqu'à aujourd'hui, de nombreux journaux d'orientations politiques et d'importance variées apparaissent et périclitent : Minute (1962-2020), Europe-Action (1963-1967) de Dominique Venner, Aspects de la France (1947-1992), Restauration nationale, Crapouillot, Défense de l'Occident (1952-1982) de Maurice Bardèche, Militant de Pierre Bousquet, Initiative nationale (1975-1981) l'organe du PFN, National-Hebdo (1984-2008) l'organe du Front National, Résistance et Jeune résistance les magazines de Nouvelle résistance, Gaie France, Jeune Nation, Présent (1982), Le Choc du mois (1987-1993 puis 2006-2011),,,,.

##### Journaux toujours en activité
Fondé en 1951 par André Malliavin, Rivarol est l'un des plus anciens journaux d'extrême droite toujours en activité. D'orientation antisémite et négationniste, dirigé par Jérôme Bourbon, l'hebdomadaire s'est marginalisé et ne s'écoule plus qu'à quelques milliers d'exemplaires. En 2022, Rivarol perd son droit aux aides à la presse.
Valeurs actuelles est créé en 1966 par Raymond Bourgine, aussi créateur de la revue géopolitique d'extrême droite Le Spectacle du monde, qui devient par la suite sénateur du CNIP puis du RPR,. La ligne éditoriale du journal est libérale-conservatrice selon le politologue Jean-Yves Camus, et se durcit avec l'arrivée d'Yves de Kerdrel en 2012 qui impose un ton plus polémique centré sur les thèmes identitaires,. Le magazine bascule à l'extrême droite en 2016 lorsque Geoffroy Lejeune, proche de Marion Maréchal Le Pen, devient directeur de la rédaction. L'arrivée de Jean-Louis Valentin, ancien élu LR, comme directeur de la publication et des tensions avec Iskandar Safa, propriétaire du journal, causent la mise à pied puis le licenciement de Geoffroy Lejeune en 2023. Ce dernier est remplacé par Tugdual Denis, plus proche idéologiquement de François Fillon, qui licencie dans la foulée deux journalistes de VA+, le service vidéo du journal, pour avoir réalisé une vidéo polémique avec Papacito,. Geoffroy Lejeune est nommé directeur de la rédaction du Journal du dimanche en 2023.
Principal périodique de la Nouvelle droite, fondé en 1973 par Alain de Benoist et le GRECE, la revue Éléments prétend aujourd'hui s'être détachée de ses origines et invite des personnalités de droite et de gauche : Marcel Gauchet, Jacques Sapir, Michel Onfray, Bernard Langlois ou encore Pierre Manent. Une autre revue liée à Éléments et Alain de Benoist, dénommée Krisis, permet à la Nouvelle droite de diffuser ses idées.
En 1993, des proches des Jeunesses nationalistes révolutionnaires créent Réfléchir & Agir, relais de la mouvance nationale-révolutionnaire. La revue s'émancipe rapidement de son électorat skinhead, et s'en sépare définitivement en dénonçant l'assassinat de Brahim Bouaraam en 1996, cherchant à obtenir une légitimité intellectuelle. D'abord accueilli avec indifférence voire mépris par les groupes d'extrême droite et le Front national, le magazine bénéficie pendant un temps du soutien de Nouvelle Résistance et de Terre et Peuple. Aujourd'hui, la revue paraît trois fois par an et revendique plusieurs milliers d'exemplaires diffusés annuellement (7000 en 2017).
Le journaliste Emmanuel Ratier crée Faits et documents en 1996, une lettre d'information respectée à l'extrême droite jusqu'au décès de son fondateur en 2015. Elle est alors rachetée par des proches d'Égalité et Réconciliation, le mouvement d'Alain Soral, et perd sa réputation de sérieux au sein de la mouvance d'extrême droite,.
En 2006, Roland Hélie et d'autres anciens cadres du Parti des forces nouvelles créent la revue Synthèse nationale, dont l'objectif est de rassembler toutes les tendances de l'extrême droite mais qui réunit essentiellement les mouvances hostiles au Rassemblement national,. Proche de Civitas et de sa « fête du pays réel », la revue participe à l'Union de la droite nationale en 2012,.
En 2007, Élisabeth Lévy fonde Causeur en compagnie de l'historien Gil Mihaely et du philosophe Alain Finkielkraut. La ligne éditoriale du magazine, vendu en kiosques depuis 2013, est qualifiée de « néo-réac » par le politologue Olivier Roy,.
Proche de Causeur, avec qui elle partage en 2019 le même directeur de la publication Gil Mihaely, la revue Conflits est créée en 2016 et propose des analyses géopolitiques par diverses personnalités issues de l'extrême droite : Xavier Raufer, Bernard Lugan, Adam Gwiazda, ou encore Thierry Buron.
L'Incorrect est lancé en 2017 par Jacques de Guillebon, avec le financement de Laurent Meeschaert et Charles Beigbeder, des proches de Marion Maréchal et de François Fillon. Le journal tiré à 10 000 exemplaires cherche à rassembler la droite traditionnelle et le RN, sur la ligne de la droite hors les murs.
En 2022 est publié le premier numéro du trimestriel Furia créé par Laurent Obertone, Laura Magné, Marsault et Papacito, après une levée de fonds de près d'un million d'euros, qui se veut être le « Hara-Kiri de droite ». Celui-ci s'écoule à 60 000 exemplaires.
En 2023 le média en ligne Livre noir, créé en 2021 et bénéficiant de 350 000 abonnés sur Youtube, lance son magazine tiré à 30 000 exemplaires. Dirigée par Erik Tegnér, la revue renommée Frontières en 2024 promeut une ligne identitaire et anti-immigration.

#### L'extrême droite française sur Internet
Selon le politologue Stéphane François, les militants d'extrême droite se sont développés sur Internet pour compenser leur faible nombre. Par le biais de la « réinformation », qui s'assimile à de la désinformation, promue par des agences de presse faussement neutres comme Novopress ou des sites web partisans tels que Fdesouche, l'extrême droite a pu banaliser certains de ses thèmes comme celui de la « remigration ». Si certains sites, notamment Fdesouche, se contentent de relayer des articles de presse soigneusement sélectionnés, d'autres préfèrent utiliser leur plateforme pour analyser l'actualité sous le prisme de leur idéologie comme Le Salon beige ou Égalité et Réconciliation. Ce dernier site, lié à Alain Soral, agglomérait près de 8 millions de vues par mois en 2016, bien que ce nombre ait chuté depuis du fait de la perte de popularité du militant d'extrême droite. Désormais, les principaux sites d'extrême droite sont Fdesouche et Boulevard Voltaire.
Si c'est bien Jean-Yves Le Gallou, ancien cadre du Club de l'Horloge, qui est à l'origine du terme de réinformation pour donner une image plus positive à la fachosphère, cette stratégie n'est pas nouvelle. En effet, depuis la guerre d'Algérie, l'extrême droite mène ce qu'elle considère être un combat culturel pour imposer ses thèmes dans la population. En revanche, sa cible a changé : alors que les intellectuels d'extrême droite souhaitaient surtout atteindre les élites françaises, la fachosphère cible les désormais les masses.
De plus, l'extrême droite utilise Internet et les réseaux sociaux pour grossir l'impact de ses actions et prises de position. Les Identitaires sont parmi les premiers à profiter du décalage entre une agit-prop à bas coût et l'audience considérable qu'elle peut atteindre par le biais d'Internet. Ainsi, selon Nicolas Lebourg, si 12% des communiqués du Bloc Identitaire portaient sur ses actions, celles-ci représentaient 33% des articles du Monde et du Figaro relatifs à la mouvance. Le politologue remarque également que si le FN était bien le premier parti politique français à disposer d'un site web, il n'a jamais su mettre à profit sa popularité en ligne.
Nicolas Lebourg identifie une évolution de la fachosphère à la fin des années 2010 : l'essor de cyber-influenceurs, qui remplacent une précédente génération de personnalités liées au milieu militant, et ne cherchent pas à créer de structures militantes hors d'Internet. Les plus connus de ces cyber-influenceurs étant le Raptor, Papacito, ou encore Boris Le Lay.
En 2018, après avoir travaillé pour Alain Soral à Égalité et Réconciliation, Vincent Lapierre créé le média internet Le Média Pour Tous qui est toujours en activité en 2025. S’il récuse l’étiquette de fasciste ou d’extrême-droite il passe son temps à accuser ses détracteurs d’être eux les fascistes, notamment la gauche et l’extrême-gauche. De cette ambiguïté dont il joue, il arrive à influencer certains jeunes français.

### Extrême droite et syndicalisme

#### Syndicalisme professionnel
Au début du XXe siècle, sous l'influence de Charles Maurras et du Cercle Proudhon, une partie de l'extrême droite française développe l'idée du national-syndicalisme. Celui-ci avait vocation à s'opposer au syndicalisme ouvrier et à la démocratie en créant un syncrétisme anti-individualiste de l'extrême gauche et de l'extrême droite. Selon eux, la démocratie et le capitalisme sont un seul et même système, qu'il est nécessaire de renverser. Les idées développées par le Cercle Proudhon servent d'inspiration à des personnalités d'extrême droite au cours du siècle, notamment Georges Valois, Drieu La Rochelle, Brasillach ou encore Joseph Darnand. En 1909, Emile Janvion crée la revue Terre Libre dans laquelle s'expriment les syndicalistes antirépublicains et des maurassiens.
Indépendamment du Cercle Proudhon, un autre syndicalisme d'extrême droite voit le jour durant la même période : le syndicalisme jaune. Celui-ci naît d'abord d'un collectif d'ouvriers refusant d'entrer en grève en 1899 et agrège les ouvriers refusant les méthodes des syndicats ouvriers. Le premier congrès de la Fédération nationale des Jaunes de France a lieu en 1902 et structure le mouvement. En 1906, à son apogée, la FNJF compte plusieurs centaines de milliers de membres et adopte un discours antisocialiste et antisémite sous la houlette de Pierre Biétry. Son slogan est « Patrie, famille, travail », qui sera repris par les Croix de feu et le Parti social français pendant l'entre-deux-guerres, puis par le régime de Vichy. En perte de vitesse, la fédération vote son auto-dissolution en 1913.

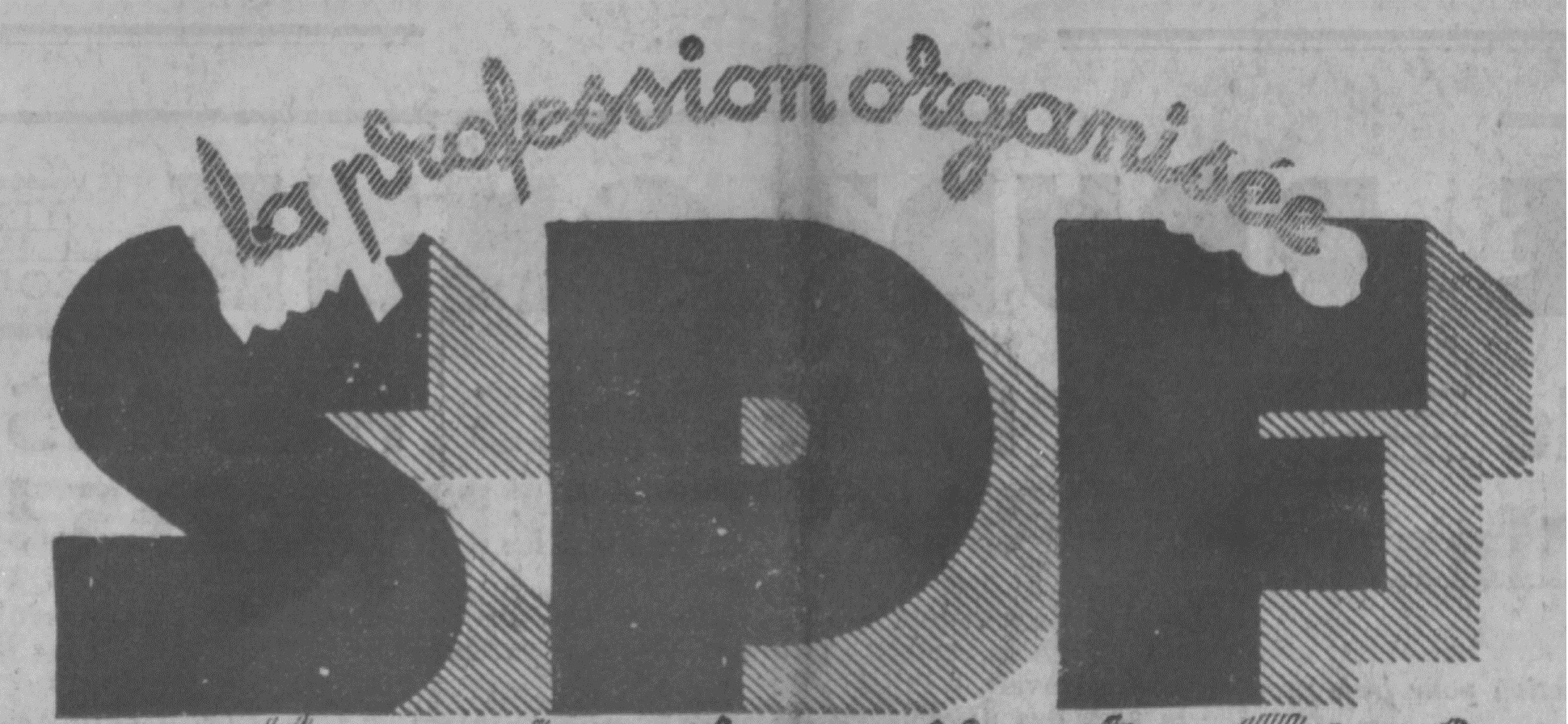
Logo de la Confédération des syndicats professionnels français

Pendant l'entre-deux-guerres, en 1929, Henri Dorgères fonde les Comités de défense paysanne, un syndicat corporatiste qui s'oppose au marxisme, au libéralisme et au parlementarisme qui disparaîtra en 1939.
En 1936, à la suite de la dissolution des Croix de feu, le colonel François de la Rocque fonde le Parti social français. Celui-ci est doté de son propre syndicat, la Confédération des syndicats professionnels français, bien que ce dernier nie tout lien avec le parti et souhaite une séparation entre revendications professionnelles et intérêts politiques. La CSPF rassemble en 1938 près de 750 000 adhérents. Le syndicat est dissout en 1940 par le régime de Vichy, du fait que tous les syndicats sont alors interdits.
De 1936 à 1940 la tendance Syndicats de la CGT, menée par René Belin, représente un tiers des voix aux élections du syndicat (soit 865 000 syndiqués) sur une ligne fermement anticommuniste. René Belin devient ensuite ministre du Travail du régime de Vichy, puis son mouvement participera à la création des syndicats dits indépendants après-guerre.
En 1947, des membres du Rassemblement pour la France fondent la Confédération du travail indépendant avec des militants du mouvement Syndicats de René Belin et des syndicalistes communistes. Celle-ci devient la Confédération française du travail en 1959 puis change à nouveau de nom en 1977, à la suite de l'assassinat commis par plusieurs de ses membres, jusqu'à sa disparition en 2002. Proche des milieux d'extrême droite et anticommuniste, la CFT concurrence voire dépasse les organisation syndicales traditionnelles dans certaines usines et affronte parfois physiquement les organisations d'extrême gauche comme la Ligue communiste.
En 1970, Ordre nouveau crée l'Union générale des travailleurs sans réussir à s'installer durablement dans le paysage syndical. L'Association pour un syndicalisme libre, créée par le Parti des forces nouvelles, qui lui succède en 1974 s'avère aussi sans lendemain.

Logo du Front national de la police

En 1995, le Front national tente de s'implanter dans le milieu syndical et crée ses propres syndicats dans plusieurs secteurs d'activité. La principale organisation syndicale pilotée par le FN est le FN-Police qui obtient 7,5% des voix aux élections professionnelles et fait perdre sa majorité au principal syndicat policier de gauche avec l'aide de la Fédération professionnelle indépendante de la police, syndicat classé à l'extrême droite. Après l'obtention d'une vingtaine de conseillers aux élections prud'hommales de 1997, la Cour de Cassation déclare en 1998 que les syndicats du FN sont illégaux et ne peuvent se prévaloir de la qualité d'organisation syndicale du fait de leur soumission à un parti politique,. Cette interdiction couplée à l'exclusion de Bruno Mégret, à l'origine de cette stratégie syndicale, en décembre 1998, met un terme aux syndicats Front national,.
Depuis, ce sont les syndicats traditionnels qui doivent faire face à la croissance de l'extrême droite parmi leurs adhérents et à une stratégie d'entrisme du Front national portée par l'évolution de son électorat. À la suite du ralliement au FN en 2011 de Fabien Engelmann, responsable de la section CGT des agents territoriaux de Nilvange, et face au soutien dont il bénéficie parmi ses adhérents, la CGT décide de son exclusion et se désaffilie de la section. C'est l'occasion pour le syndicat de former ses adhérents pour contrecarrer la croissance du FN et de clarifier son positionnement vis-à-vis du parti : « il n’est pas envisageable qu’au nom de la liberté d’opinion dans la CGT, celle-ci puisse être représentée, à quelque niveau que ce soit, par des militants revendiquant par ailleurs publiquement leur adhésion au concept de préférence nationale, socle idéologique du FN ».
À la suite de cette affaire, le Front national réactive le Cercle national de défense des travailleurs syndiqués qui avait été créé en 1995 sous l'égide de Bruno Gollnisch, qui sert désormais à médiatiser les cas de travailleurs syndiqués exclus pour leur adhésion au FN. En parallèle, plusieurs collectifs sont créés pour tenter de rassembler les adhérents FN dans la fonction publique, comme le collectif Racine pour les enseignants qui revendique plusieurs centaines d'adhérents en 2013.
Lors de l'élection présidentielle de 2022, Marine Le Pen obtient 31% des voix des sympathisants Force ouvrière, 29% pour la CFTC, et 22% pour la CGT. Force ouvrière est régulièrement accusé d'être complice de l'extrême droite pour sa tolérance envers les adhérents du Front national, notamment par le secrétaire général de la CFDT Laurent Berger en 2015. Dans la ville de Béziers, l'union locale FO est très proche du maire d'extrême droite Robert Ménard selon Streetpress et deux délégués syndicaux siègent dans sa majorité au conseil municipal.
Le syndicalisme policier se rapproche aussi de l'extrême droite, notamment au travers d'Alliance Police nationale qui est aujourd'hui qualifié comme étant « marqué à l'extrême droite » tout en étant le syndicat majoritaire de la police nationale. Un syndicat proche de Reconquête, France Police, est créé en 2022 et dirigé par Bruno Attal mais ne parvient pas à dépasser 4% des voix aux élections professionnelles.

#### Syndicalisme étudiant
La guerre d'Algérie déclenche un processus de politisation des organisations étudiantes, jusqu'alors plutôt apolitiques, et donne naissance à des syndicats étudiants d'extrême gauche et d'extrême droite qui s'affronteront régulièrement au cours des années 60.
En 1960, afin de reconstituer le groupe Jeune Nation dissout en 1958, des militants nationalistes intègrent individuellement l'Union nationale des étudiants de France (UNEF) avant d'en faire scission en dénonçant les positions anticolonialistes du syndicat. Ils fondent alors la Fédération des étudiants nationalistes, proche de l'OAS jusqu'à leur séparation en 1962 sous l'impulsion de Dominique Venner. Selon les Renseignements généraux, ce premier syndicat étudiant d'extrême droite regroupe alors un millier de militants. En 1964, une première tentative de scission a lieu sous le nom de Front universitaire européen, sous l'influence de Jean Thiriart, puis l'explosion de la FEN se produit finalement avec l'exclusion d'une dizaine de cadres dont François Duprat, Alain Robert et Alain Madelin. Ceux-ci partent avec la majorité des étudiants de la FEN et créent alors Occident.
Occident se fait connaître par de multiples attaques anticommunistes dans les universités, ciblant principalement les syndicats d'extrême gauche l'Union des étudiants communistes et la Jeunesse communiste révolutionnaire. Ces attaques servent de publicité au groupe, qui les utilise stratégiquement pour créer des sections. La dissolution d'Occident en 1968 provoque alors la création du GUD, à l'origine nommé Union droit.
Le GUD se développe rapidement, atteignant les 750 membres, et tente des rapprochements avec des personnalités plus institutionnelles comme Roger Holeindre et ses Jeunesses patriotes et sociales ou des journalistes. Profitant de l'éparpillement de l'extrême droite à la suite de la dissolution d'Occident, le GUD acquiert une place centrale dans ce milieu et fait de l'université d'Assas un bastion symbolique de l'extrême droite. Grâce aux fonds fournis par un élu du Mouvement fédéraliste européen, et à l'éviction de ses concurrents de Pour une jeune Europe, le GUD crée Ordre nouveau en 1969. Privilégiant le néofascisme et les mouvements de l'entre-deux-guerres au néonazisme, les cadres d'Ordre nouveau par l'intermédiaire d'Alain Robert purgent le GUD du collaborationniste Pierre Clémenti.
Malgré la dissolution d'ON en 1973, le GUD continue à représenter le principal syndicat étudiant d'extrême droite en France et s'oppose au Front national de Jean-Marie Le Pen en participant à la création du Parti des forces nouvelles. Durant cette période, le GUD est en conflit avec d'autres groupes nationalistes dont le FN, qui les qualifie par voie de presse de « révolutionnaires en flight-jacket à 800 francs pièce » et les accuse de reconstitution de ligue dissoute.
Le syndicat étudiant décide finalement dans les années 80 de se recentrer sur le syndicalisme et s'auto-dissout en 1981 pour fonder le Renouveau nationaliste. Celui-ci devait rassembler toutes les organisations de jeunesse d'extrême droite, mais se heurte au refus du Front national de la jeunesse et ne parvient pas à s'implanter dans les universités. Il s'auto-dissout à son tour en 1984 pour relancer le GUD, dans le contexte des manifestations contre la loi Savary.
Ce retour du GUD en 1984 est avant tout symbolique, afin de reprendre l'image positive associée au GUD dans les milieux d'extrême droite, et sert au Mouvement nationaliste révolutionnaire à fonder la Jeune Garde puis Troisième Voie en 1986. Le GUD est alors une « appellation strictement contrôlée par le Mouvement », mais profite de l'opposition à la loi Devaquet pour relancer réellement son syndicat étudiant. Les tensions qu'il suscite conduisent Troisième Voie à lui retirer son autonomie en 1987.

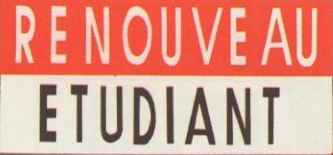
Logo du Renouveau étudiant

En 1990, le Front national crée le Renouveau étudiant et tente de professionnaliser le syndicalisme étudiant d'extrême droite. Se posant comme concurrent de l'Union nationale inter-universitaire, syndicat proche du RPR, il parvient à déposer des listes dans une majorité des académies de France en 1996. Le GUD s'y rallie, n'ayant pas suffisamment de militants pour faire cavalier seul, et se place alors sous domination lepéniste.
En décomposition, le GUD se joint à la création d'Unité radicale en 1998 et sert là aussi de symbole pour attirer de nouveaux militants et mener des actions violentes. Le militantisme légal est revendiqué quant à lui par la branche étudiante d'Unité radicale, l'Union des étudiants nationalistes.
Après la dissolution d'Unité radicale en 2002, le GUD disparaît et se fait remplacer par le Rassemblement des étudiants de droite, qui refuse l'étiquette de syndicat étudiant et tente de s'implanter dans les universités, obtenant deux élus à l'université Panthéon-Assas en 2006,. Il s'auto-dissout en 2008 pour cause de dissensions internes, signant la quasi-disparition de l'extrême droite dans les universités en dehors de la présence marginale de l'Action française étudiante. En 2008, le chef du RED Edouard Klein relance le GUD mais n'obtient pas le soutien des anciens militants du mouvement. L'organisation, quasiment inexistante durant cette période en dehors de Lyon, finira par s'auto-dissoudre pour créer le Bastion social en 2017.
Durant cette période, le seul syndicat étudiant d'extrême droite capable de se présenter aux élections des représentants au Crous en 2010 est le Forum étudiant présent en Aquitaine, particulièrement à Bordeaux. Celui-ci bénéficie du soutien du Front national de la jeunesse et de son président David Rachline, ainsi que du groupe national-catholique local Dies Irae, et obtient 1,28% des voix à Bordeaux lors des élections Crous de mars 2010,,. 
En 2014 est créé le syndicat Assas Patriote, présidé par un ancien militant de l'UNI et proche du GUD, qui obtient deux élus dans les UFR de l'université Panthéon-Assas. Ce syndicat devient ensuite l'Union des étudiants patriotes et totalise en 2017 cinq organisations locales et onze élus, avant la disparition de l'association en 2019,. Durant sa période d'activité, l'UEP se serait également rapprochée du Collectif Marianne en 2017 lorsque celui-ci souhaitait se transformer en syndicat étudiant.
En 2015, d'anciens membres de l'Union nationale inter-universitaire de l'université Panthéon-Assas créent la Cocarde Etudiante, un syndicat étudiant proche du Rassemblement national. En 2024, le syndicat dépose des listes aux élections étudiantes dans la moitié des Crous de France et mise sur une professionnalisation du syndicalisme étudiant d'extrême droite selon le sociologue Emmanuel Casajus : « La Cocarde a réussi à rendre cette extrême droite radicale présentable, à faire une sorte de 'branding' qui lui permet d'exister au sein des universités ».
Le Figaro qualifie le syndicat étudiant de « vivier de recrutement du Rassemblement national », dont sont issues plusieurs personnalités du RN telles que Aurélien Lopez-Liguori, Victor Catteau, Alexandre Loubet, Gaëtan Dussausaye, Pierre Gentillet, ou encore Pierre-Romain Thionnet, directeur du Rassemblement national de la jeunesse et proche de Jordan Bardella,,.

### Liens avec la droite française
Au milieu de l'année 1937, à la suite de la victoire du Front populaire aux élections législatives de 1936, le Front de la liberté est créé notamment à l'initiative de Jacques Doriot, chef du parti populaire français, et regroupe au côté de ce parti et d'autres représentants du fascisme français et de ligues dissoutes la Fédération républicaine, parti représentant la droite républicaine conservatrice au Parlement. Cette tentative d'opposition bloc contre bloc échoue en quelques mois, les partis du centre-droit (Alliance démocratique, parti démocrate populaire) ainsi que le Parti social français refusant de s'y associer.

#### Recrutement d'anciens militants radicaux par les partis traditionnels
Dans les années 60, par l'intermédiaire de l'Institut d'histoire sociale des politiciens anticommunistes Georges Albertini et Claude Harmel, plusieurs cadres et militants d'Occident rejoignent finalement les partis de droite libérale : Gérard Longuet, Patrick Devidjian, Alain Madelin, Hervé Novelli, Marcel Quérat, Thierry Besnard-Rousseau, Jean-Jacques Guillet, Claude Goasguen, Alain Robert, Yves Van Ghele, ou encore Xavier Raufer.
Après l'élection de François Mitterrand en 1981, le Centre national des indépendants et paysans devient une passerelle entre l'extrême droite, notamment issue du Parti des forces nouvelles, et la droite classique. À l'inverse, plusieurs personnalités du CNIP rejoignent le FN comme Bernard Antony, Michel de Rostolan, ou Pierre Sergent. Soutien de l'UMP de 2002 à 2013, puis de l'UDI, le CNIP rejoint finalement Reconquête, le parti d'Éric Zemmour, en 2022.

#### Liens avec le RPR puis l'UMP
En 1983 a lieu la première liste commune entre le Rassemblement pour la République (RPR) de Jacques Chirac, l'Union pour la démocratie française (UDF), et le FN de Jean-Marie Le Pen pour gagner les élections municipales de Dreux. Jacques Chirac déclare alors « Ceux qui ont fait alliance avec les communistes sont définitivement disqualifiés pour donner des leçons en matière de droits de l'homme et de règles de démocratie. […] Je n'aurais pas du tout été gêné de voter pour la liste RPR-FN au second tour. ».

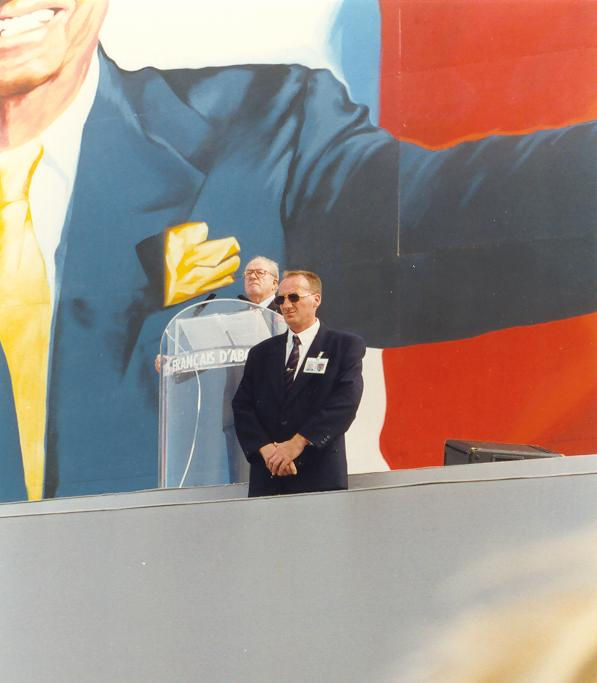
Jean-Marie Le Pen en meeting (photo à dater, années 1980-1990).

En 1986, trois députés du CNIP (allié du RPR) sont élus avec le soutien du FN. La même année, le soutien du FN permet au RPR de remporter les élections régionales dans 7 régions et le président de la Provence Jean-Claude Gaudin offre la vice-présidente au parti d'extrême droite. En 1992, malgré des contestations au sein du RPR, le soutien du FN permet l'élection d'Antoine Rufenacht comme président de la région Haute-Normandie et le parti obtient la vice-présidence en Franche-Comté. Dans le Nord-Pas-De-Calais, les élus RPR préfèrent laisser la présidence aux écologistes plutôt que de s'allier au FN.
Des structures parallèles aux partis se mettent aussi en place, souvent affiliées à la Nouvelle Droite, comme le GRECE ou le Club de l'Horloge qui rassemble des intellectuels de droite et d'extrême droite et souhaite unir « toutes les droites ».
La tendance du RPR opposée aux alliances avec le FN devient progressivement majoritaire, alimentée par les multiples propos polémiques de Jean-Marie Le Pen, jusqu'au second tour de l'élection présidentielle de 2002 qui met définitivement face à face les deux partis. Certaines personnalités de droite sont par ailleurs exclues de leurs partis en 1998 pour avoir souhaité un rapprochement avec le FN comme Charles Millon, Jacques Blanc, Charles Baur et Jean-François Mancel, ancien secrétaire général du RPR.
En 2010 le député UMP Thierry Mariani crée La Droite populaire, courant rassemblant les personnalités les plus à droite du parti et favorable à une « union des droites ». De nombreux cadres de cette tendance rejoignent finalement le FN, dont les fondateurs Thierry Mariani et Jean-Paul Garraud, mais aussi Brigitte Barèges et Lionnel Luca.

#### Rapprochement entre les mouvements de jeunesse
Selon Libération, « La fusion des droites, c'est par les jeunes qu'elle se réalise » : les jeunes cadres de droite et d'extrême droite fréquenteraient les mêmes milieux, en dépit des positions de leurs partis. Ainsi, le responsable des Jeunes de la droite populaire, Pierre Gentillet, est au cœur de plusieurs polémiques nationales en 2015 pour avoir participé à des soirées en compagnie de jeunes du Front National dont Jordan Bardella,. Surpris par l'ampleur de la polémique, il quitte alors l'UMP et fonde le syndicat d'extrême droite la Cocarde étudiante en compagnie du président des Jeunes Debout la France Alexandre Loubet, du président du FNJ Gaëtan Dussausaye, et de Pierre-Romain Thionnet. Garen Shnorhokian, à l'origine proche de l'UMP, organise des soirées où se côtoient les jeunes militants de droite et d'extrême droite : les présidents des Jeunes Républicains Aurane Reihanian et Guilhem Carayon y fréquentent Sarah Knafo et Stanislas Rigault, de Reconquête, ainsi que Pierre Gentillet.

#### Alliance entre le RN et une partie de LR en 2024
Alors que François Fillon et Valérie Pécresse avaient fait barrage au Rassemblement national aux seconds tours des élections présidentielles de 2017 et de 2022, le président des Républicains Eric Ciotti annonce en 2024 une alliance avec le RN pour les élections législatives. Cette décision est très contestée par les cadres du parti et une seule députée sortante, Christelle D'Intorni, rejoint l'alliance d'Eric Ciotti et du RN. Guilhem Carayon, président des Jeunes Républicains, se prononce en faveur de l'alliance et est également candidat à la députation.

### Liens avec les forces de l'ordre et de sécurité françaises
Le 9 avril 2018, le journal Mediapart publie un article, fruit d'une enquête menée depuis octobre 2017, affirmant que la DGSI et la SDAT s'inquiètent de la part grandissante de membres ou anciens membres des forces de sécurité, notamment des anciens militaires, liés à l'ultra-droite violente et ayant rejoint des groupuscules d'« autodéfense ». Une cinquantaine des individus suivis par la DGSI seraient des fonctionnaires de la sécurité en activité ou à la retraite, militaires, gendarmes, ou policiers.
Le vote des policiers et militaires français pour l'extrême droite est bien plus élevé que la moyenne française et en progression constante. De 30% au premier tour des élections présidentielles de 2012, il passe à 41 % des militaires et 54 % des policiers au premier tour et 57% au deuxième tour pour celles de 2017. Pour le premier tour de la présidentielle de 2022, policiers et militaires ont voté à 28 % pour Marine Le Pen, 16 % pour Éric Zemmour et 3 % pour Nicolas Dupont-Aignan, ou 60% au total pour l'extrême droite (74% des policiers actifs si on enlève les retraités) selon les sondages, qui sont à prendre avec prudence pour certains, car réalisés sur de petits échantillons. Les syndicats policiers qui avaient appelé à faire barrage à l'extrême droite en 2002 et 2017 se sont abstenus à partir de 2022. Selon Luc Rouban, directeur de recherches au CNRS et membre du Centre de recherches politiques de Sciences Po, contrairement à ceux qui pensent que ces chiffres confirment un racisme systémique au sein des forces de l'ordre, ce vote est plutôt contestataire face à une confrontation quotidienne à l'insécurité, aux manques de moyens et « un sentiment très fort de déconsidération professionnelle ». De plus, chez les policiers, les votes à l'extrême droite concernent surtout le bas de la hiérarchie (67%), « il tombe à 35-40% pour les officiers de police judiciaire, et ne concerne qu'une minorité des commissaires »,,,.

## Méthodes de l'extrême droite en France

### Tentatives de création d'une contre-culture
Selon Stéphane François, le postulat commun à toute l'extrême droite d'un « déclin de civilisation » pousse celle-ci à produire une contre-culture visant à le ralentir ou l'inverser. Divisée, comme l'extrême droite, en différents courants, cette contre-culture est généralement censée prôner des valeurs « propres aux Européens et aux descendants d'européens » et s'adresse davantage aux sphères militantes qu'aux masses.
Les liens entre extrême droite et création culturelle ne sont pas nouveaux, et remontent à la naissance même du fascisme et à ses liens avec le futurisme. Plus récemment, Philippe Vardon a publié un livre, Elements pour une contre-culture identitaire, visant à créer une culture d'extrême droite se basant sur différentes œuvres artistiques. Les bédés de Jack Marchal, dessinateur du GUD, ont acquis quant à elle une forte renommée dans les milieux militants.
Les militants nationalistes-révolutionnaires ont été les précurseurs d'une contre-culture musicale dans les années 80, en investissant dans une stratégie délibérée la scène néofolk, la musique industrielle ou la musique bruitiste avec la participation de Jean-Marc Vivenza. A cet entrisme s'ajoutent de nombreux fanzines promouvant des thèmes et une culture propre aux courants d'extrême droite. En 1982 apparaît le Rock Against Communism, d'orientation néonazie, puis le Rock Identitaire Français créé sous l'impulsion d'Unité radicale en 1997, qui se veut être un courant musical attirant la jeunesse vers les idées nationalistes et identitaires. Nicolas Lebourg remarque que le RIF ne se limite pas au rock, désignant en réalité tous les genres musicaux utilisés par les identitaires, et est principalement porté par le groupe Fraction.

### Créations d'associations
Les groupes d'extrême droite délèguent souvent une partie de leurs activités à des associations formelles ou informelles, généralement peu politisées en apparence, pour avancer plus discrètement leurs idées. Génération identitaire a par exemple créé l'association Paris Fierté en 2006, qui organise la marche de Sainte Geneviève chaque année dans la capitale. Une situation similaire existe à Lyon, avec l'organisation de la marche Lugdunum Suum par l'association Les petits Lyonnais, ou encore à Aix-en-Provence et Lille.
Des locaux associatifs servent également de points d'ancrage dans différente villes, parfois sous forme de bar, et rassemblent régulièrement les membres de la mouvance d'extrême droite lors de différents évènements : La Traboule à Lyon, La Nef à Paris, le Club 15.43 à Nice ou encore La Citadelle à Lille.
De nombreux cercles de conférences existent également, et ont une existence propre. Les identitaires ont ainsi fondé le Cercle des Capitouls à Toulouse ou le Cercle Précy à Lyon, tandis que l'Action française bénéficie de nombreux cercles de conférences implantés parallèlement à leurs sections locales,. Le Cercle de Flore, lié à l'AF, a un objectif de réseautage et bénéficie de la participation de plusieurs personnalités telles que Renaud Camus ou Bernard Lugan.

### Utilisation de la violence politique
La violence politique a longtemps été théorisée à l'extrême droite, et particulièrement sous l'impulsion du groupe Occident, comme un moyen de causer le chaos dont émergerait un ordre nouveau. Après la dissolution d'Occident, la violence politique devient un moyen de rassembler les militants d'extrême droite jusqu'à la création d'Ordre nouveau en 1969. François Duprat théorise alors qu'il est nécessaire d'accentuer les tensions avec l'extrême gauche pour alimenter une dynamique contre-subversive dans la population qui profiterait dès lors à l'extrême droite et la protègerait d'une éventuelle dissolution.
Selon Emmanuel Casajus, sociologue spécialiste de l'extrême droite, la violence politique est aujourd'hui ritualisée dans les groupes d'extrême droite, qui l'enseignent à leurs nouveaux adhérents et pratiquent les sports de combat. Il fait alors la distinction entre l'utilisation de la violence par les royalistes de l'Action française, à but plutôt défensif, et celle des nationalistes-révolutionnaires qui la promeuvent comme stratégie offensive pour effrayer leurs adversaires. Cet usage de la violence politique s'est par exemple manifesté dans l'expédition punitive organisée dans un quartier de Romans-sur-Isère à la suite de la mort de Thomas Perotto en 2023, ou dans l'attaque d'un lycée par la Division Martel.

### Agit-prop et recherche de visibilité médiatique
La dissolution d'Unité radicale à la suite de la tentative d'assassinat de Jacques Chirac en 2002 déclenche un changement de stratégie d'une majeure partie de l'extrême droite, s'incarnant dans la création du Bloc Identitaire. Celui-ci souhaite alors s'écarter de la violence politique, jugée contre-productive et qu'il canalise par la création de clubs sportifs, et développe l'utilisation d'actions de choc misant sur une forte médiatisation pour s'imposer dans le débat public. Par le biais de l'agit-prop, les identitaires suscitent de nombreuses polémiques et disent s'inspirer des méthodes de Greenpeace,,.
A l'occasion d'un rassemblement d'associations bordelaises, consécutif à de multiples attaques du groupe Action directe identitaire, le sociologue Vincent Tiberj pointe du doigt l'importance du relais des actions d'extrême droite par la presse afin de créer la polémique. Selon lui, les dégradations et actions d'extrême droite visent « à agir sur les journalistes afin d'occuper l'espace médiatique dans le but de déclencher les prises de position des différents agents qui cherchent à peser sur l'opinion » pour compenser la faiblesse numérique des militants.

### Manifestations
Depuis la mort de Lola en 2022, l'extrême droite a développé une capacité de mobilisation qui lui permet d'organiser rapidement des rassemblements dans diverses villes de France. Cette dynamique a été confirmée par les rassemblements consécutifs à la mort de Thomas Perotto en 2023, ou ceux contre les centres pour migrants comme à Saint-Brévin-les-Pins. Découlant d'une meilleure implantation locale et d'un renforcement de la mouvance entre 2018 et 2023, ces manifestations (qui peuvent aussi consister en des marches ou des hommages) servent à afficher et médiatiser les groupes pour leur permettre de recruter.
L'extrême droite peut également se greffer à des manifestations organisées par d'autres groupes, ou d'orientation politique plus large, comme la Manif pour Tous dont ils avaient assuré un service d'ordre rassemblant Génération identitaire, le GUD, et l'Action française en 2016. C'est également le cas lors des manifestations des Gilets jaunes, avec une présence du Bastion social et des Zouaves Paris dans les cortèges.
Sur la période 2008-2021, des chercheurs du CNRS ont recensé 350 manifestations d'extrême droite en France soit moins que l'Allemagne (1450) ou l'Italie (822) mais plus que la Pologne (252) et la Belgique (172). Aucune augmentation significative du nombre de manifestations n'est observée sur cette période. Les motifs de protestation prédominants sont : l'immigration et les droits des minorités (58,44%), l'opposition politique au gouvernement (14,99%), le droit et la sécurité (9,29%), la commémoration d'évènements historiques (6,69%).

### Recours au terrorisme
L'extrême droite française d'après guerre naît dans le contexte des guerres de décolonisation et se structure, jusqu'à la rupture entre la Fédération des étudiants nationalistes et l'Organisation armée secrète sous l'impulsion de Dominique Venner, principalement par son opposition aux différents indépendantismes.
Après la dissolution d'Occident, qui avait fait scission de la FEN devenue Europe-Action, pour avoir fait exploser une librairie maoïste en 1968, l'extrême droite se divise pendant un temps en multiples groupes locaux puis se rassemble dans Ordre nouveau en 1969. Le groupe décide alors d'une nouvelle stratégie pour éviter la dissolution, créant diverses associations de repli, et ses cadres s'accordent sur le fait qu'il serait plus utile d'attribuer leurs attentats du mouvement à l'extrême gauche. Cependant ils ne mettent pas cette idée en pratique, et créent le Groupe d'intervention nationaliste qui commet de nombreuses exactions et dont les liens avec ON sont connus. Le Groupe action jeunesse, qui succède à Ordre nouveau en 1973, réitère l'expérience en créant Résistance solidariste et la quasi-totalité de ses membres finissent sous le coup d'enquêtes de la police judiciaire. Finalement, seul le Parti nationaliste français et européen d'obédience néonazie tentera cette stratégie en attribuant ses attentats à un groupe juif dénommé Massada.
Les années 70 et 80 sont une époque particulièrement marquée par les attentats d'extrême droite, nombreux mais peu organisés, commis par diverses organisations (Commandos Delta, Groupe Charles Martel, Groupes Joachim Peiper, Honneur de la Police, FRANCIA). En 1980 Jean-Yves Pellay, chef du service d'ordre de la Fédération d'action nationale et européenne revendique faussement l'attentat de la rue Copernic au nom de son groupe. Jean-Yves Pellay, qui était en réalité un militant sioniste infiltré pour saboter l'organisation, révèle alors que la plupart des attentats d'extrême droite de cette période ont été commis par d'anciens membres des Groupes nationalistes-révolutionnaires de François Duprat formés par des anciens des Commandos Delta.
Dans les années 90, le terrorisme d'extrême droite se raréfie et se désorganise, il devient dès lors l'apanage de groupuscules néonazis ou d'individus marginaux sans soutien par des structures militantes. Selon Nicolas Lebourg, cela s'expliquerait par une tendance historique de rejet de la violence politique et la progression électorale du Front national qui canalise l'extrême droite française. Ce sont les attentats de 2015 qui provoquent finalement une recrudescence de l'ultradroite française et un retour de sa menace terroriste, bien que Jean-Yves Camus remarque en 2018 un décalage entre la radicalité des discours et des postures tenus et l'amateurisme de l'extrême droite. À la suite des attentats, deux tendances se dégagent. D'un côté, l'émergence d'une nouvelle frange d'extrême droite rompant avec la sociologie classique de la mouvance : composée de séniors, se réclamant du gaullisme, elle est notamment à l'origine de l'Action des forces opérationnelles et des Barjols. La DGSI catégorise cette mouvance sous le terme de "néopopulisme insurrectionnel". Une autre tendance, inspirée par l'accélérationnisme importé des États-Unis et le suprémacisme blanc, souhaite s'inspirer des méthodes de Daesh et repose principalement sur des jeunes hommes isolés.
De manière générale, les services de renseignement constatent depuis 2017 une augmentation importante des projets d'attentats terroristes d'extrême droite et redoutent particulièrement le profil du "loup solitaire", individu isolé et radicalisé qui passerait à l'acte. Cependant, selon Jean-Yves Camus, les militants d'extrême droite en France n'ont pour l'instant ni les financements, ni l'implantation territoriale, ni la motivation pour atteindre le même niveau de danger que les terroristes islamistes.

## Penseurs de la mouvance française d'extrême droite
Le nationalisme français moderne est d'abord théorisé par Maurice Barrès et Charles Maurras, de l'Action française.
Le royalisme est avant la Première guerre mondiale le principal mouvement d'extrême droite en France, structuré par l'Action française et théorisé sous une forme nationaliste par Charles Maurras. Le royalisme mobilise pendant plus d'un siècle de nombreux intellectuels et influences : Edouard Drumont, André Buffet, Léon Daudet, Maurice Pujo, Henri Vaugeois, Pierre Gaxotte, Georges Bernanos, Pierre Boutang, Robert Brasillach, Claude Roy, Jacques Bainville, Jean-François Colosimo, Jacques de Guillebon,,.
Pendant l'entre-deux-guerres, un courant fasciste français se crée et se détache du maurrassisme. Celui-ci est porté par divers intellectuels, d'orientations politiques divergentes : Pierre Drieu La Rochelle, Jacques Doriot, Georges Valois, Lucien Rebatet, Marcel Déat.
L'extrême droite française tente aussi de s'approprier des auteurs plus proches du socialisme comme Antonio Gramsci, Georges Sorel, Pierre Leroux, ou des chercheurs comme Georges Dumézil ou Claude Lévi-Strauss,,. Le Cercle Proudhon, mené par Georges Valois, est considéré comme un précurseur du fascisme tout en reprenant à son compte les écrits de Pierre-Joseph Proudhon, philosophe anarchiste.
La mouvance nationaliste-révolutionnaire naît en France dans les années 60, après la réflexion sur l'extrême droite française effectuée par Dominique Venner, et est théorisée principalement par François Duprat. D'autres influences existent comme Maurice Bardèche, Jean Thiriart, Otto Strasser, Jean-Gilles Malliarakis, Jean-Pierre Stirbois, ou encore Christian Bouchet.
La Nouvelle droite, courant porté par le GRECE puis l'Institut Illiade, les éditions de la Nouvelle Librairie, le Club de l'horloge, et la revue Éléments, est influencée par de nombreux intellectuels parmi lesquels Dominique Venner, Alain de Benoist, Jean Mabire, Jean-Jacques Mourreau, Jean-Claude Valla, Saint-Loup, Pierre Vial, Jean-Yves Le Gallou, Yvan Blot, ou encore Guillaume Faye (qui s'en est par la suite écarté),,,. Certains auteurs étrangers sont également mobilisés comme Julius Evola, Oswald Spengler ou Alexandre Douguine,. La mouvance identitaire émerge de la Nouvelle Droite dans les années 90 sous l'impulsion de Guillaume Faye, avec plusieurs figures intellectuelles : Philippe Conrad, Renaud Camus, Robert Steuckers, Jean Haudry,.

### Vidéographie
- Histoire d'une droite extrême. Un documentaire sur les coulisses du Front National. De William Karel, Cineteve et la Sept/Arte 1999.
- Histoire d'une droite extrême II. De William Karel et Fabienne Servan-Schreiber, Cineteve et la Sept/Arte 2000.
- Mains brunes sur la ville de Bernard Richard et Jean-Baptiste Malet, documentaire, 90 min, sortie en salle le 21 mars 2012, produit par La Mare (Site officiel du film)
- Caroline Fourest, Les Enragés de l'identité, documentaire, France 5, 2012, 51 min, lire en ligne et voir en ligne.
- Alexandre Spalaikovitch, Laurent Delhomme, Nouveau look, nouveaux dangers : le retour des extrémistes en Europe. France, Angleterre, Hongrie, Allemagne : plongée dans cette Europe identitaire, aux multiples visages., Yemaya Production, M6, Enquête exclusive, 15 janvier 2012, 78 min. lire en ligne et voir en ligne.
- Yves Claude, Skinheads à la droite de l'extrème, 10 septembre 2012, Canal+, Spécial investigation, 52 min, lire en ligne et voir en ligne.
- Gilles Nadeau, L'histoire de l'extrême droite en France - Du général Boulanger à Jean-Marie Le Pen, documentaire, 2002, 52 min, voir en ligne